# Géologie du massif du Chablais
Pour un article plus général, voir Massif du Chablais.
La géologie du massif du Chablais est caractérisée par des roches sédimentaires calcaires et silici-clastiques, accumulées sous forme de nappes de charriage. Ces nappes correspondent aux couvertures sédimentaires déposés dans différents domaines paléogéographiques de la Téthys alpine. Elles sont datées entre le Trias et l'Oligocène. La disposition structurale des nappes de bas en haut respectent a priori leur introduction dans le prisme d'accrétion et donc leur position relative dans la Téthys alpine : les nappes situées à la base de l'édifice préalpin sont associées à la marge nord européenne tandis que celles situées vers le sommet sont localisées vers la marge sud.

## Cadre géographique et géologique

Carte tectonique simplifiée du massif du Chablais (nappes penniques). MCE = Massifs cristallins externes.

Le massif du Chablais est un relief préalpin situé sur le flanc nord des Alpes, à cheval entre la France et la Suisse. C'est un relief d'altitude moyenne dont le plus haut sommet atteint 2 466 m (Hauts-Forts). Il consiste en empilement de plusieurs nappes de charriage affiliées majoritairement au domaine structural du pennique et qui se sont imbriqués lors de l'orogenèse alpine,. Les terrains du massif du Chablais se poursuivent par les Préalpes romandes qui constituent son prolongement oriental et forment ensemble l'une des plus importantes klippes des Alpes.
Il est délimité à l'est par le prolongement chablaisien de la vallée du Rhône d'origine glaciaire et qui est l'origine de la séparation en deux lobes distincts du massif du Chablais et des Préalpes romandes. Le bassin molassique suisse et les dépôts quaternaires du glacier du Rhône délimite le versant nord. Ces dépôts sont par ailleurs à l'origine de l'isolement géographique de certains reliefs comme les collines d'Allinges qui appartiennent géologiquement au massif du Chablais. Les vallées de l'Arve et du Giffre délimitent le versant occidental et méridional et sépare le massif du Chablais de son voisin le massif des Bornes. Enfin le versant sud-est est le plus difficile à délimiter et inclus, selon le tracé, des terrains des nappes helvétiques constituant le massif du Giffre.
Le massif du Chablais repose à cheval sur le domaine helvétique au sud et le bassin d'avant-pays nord-alpin ou bassin molassique suisse au nord par l'intermédiaire de plans de chevauchement,. Le domaine helvétique est représenté par la nappe de Morcles qui forme les reliefs du massif du Faucigny (tête de Bostan, 2 406 m) ainsi que son prolongement oriental (dents Blanches, 2 756 m et dents du Midi, 3 257 m). Elle est constituée d'une succession mésozoïque à dominante calcaire, correspondant à l'évolution d'une marge passive en plateforme carbonatée, et coiffée par une série orogénique à dominante siliciclastique du Paléogène, décrivant les phases précoces de remplissage du bassin d'avant-pays nord-alpin. Le plan de chevauchement se situe généralement au sein des séries oligocènes (marnes à foraminifères et grès du Val d'Illiez, auxquels se rajoutent des mélanges) et constituent ce que certains géologues appellent la zone des cols entre Samoëns et Monthey,,. Le bassin molassique suisse est représenté ici par la molasse charriée, un ensemble d'écailles tectoniques de molasse oligocène à miocène. Du fait de leur déformation tectonique, ces unités génèrent des reliefs de faible altitude et de morphologies douces comme le mont de Boisy ou le mont Pèlerin.

Coupe géologique synthétique des Alpes centrales. Le massif du Chablais correspond aux Préalpes. Les nappes du massif du Chablais sont en dehors du domaine structural du Pennique. Les abréviations sont décrites dans le lien de la figure.

Le caractère pennique des terrains le constituant est l'un des principaux traits caractéristiques du massif du Chablais par rapport aux reliefs adjacents (Jura, massifs subalpins). Le massif du Chablais apparait ainsi comme un corps exotique (allochtone) au milieu d'unités (par-)autochtones. Ces dernières sont toutes constituées de couvertures sédimentaires des domaines helvétique (massifs des Bornes et du Giffre) ou du Jura (Salève) qui ont été charriés sur des distances relativement faibles (moins de 100 et 30 km, respectivement) puisqu'ils demeurent sur leurs socles respectifs ou du moins équivalents. Pour comparaison, le charriage des unités penniques correspond à un déplacement de plusieurs centaines de kilomètres et leurs socles se situent actuellement en arrière des massifs cristallins externes et forment les Alpes à proprement parler. Cette distinction dans l'origine des couvertures sédimentaires et l'importance du charriage permet de distinguer d'un point de vue géologique, les Préalpes (massif du Chablais et Préalpes romandes), constitués d'unités internes (Pennique), des massifs subalpins (massifs des Bornes et du Giffre, Alpes bernoises) et du massif du Jura représentant des unités externes (respectivement Helvétique et Jura). Par ailleurs, l'empilement de plusieurs nappes confère au massif du Chablais un statut composite qui reflète une grande diversité géologique, contrairement aux reliefs adjacents, monotones, car constitués d'une seule unité tectonique (Jura ou Helvétique). Enfin les nappes du massif du Chablais ont été relativement épargnées du métamorphisme par comparaison avec les unités équivalentes dans les Alpes occidentales. L'enfouissement est restreint au domaine de la diagenèse voire dans certains cas à l'anchizone (faciès Prehnite-Pumpellyite), qui se résume à des modifications dans la structure des minéraux argileux. Il reflète un enfouissement modéré de quelques kilomètres résultant de la surcharge de l'empilement des nappes.

## Subdivisions tectoniques

Schéma synthétique de la configuration structurale du massif du Chablais.

Le massif du Chablais est constitué d'un empilement de cinq groupes de nappes de charriage. L'ordre de superposition de ces nappes (de bas en haut) respectent a priori leur introduction dans le prisme d'accrétion et donc leur position initiale dans la Téthys alpine : les nappes situées structuralement au sommet sont les premières incorporées dans le prisme et étaient localisées vers la marge sud de la Téthys alpine (marge apulienne) tandis que celles situées structuralement en bas de l'édifice préalpin sont les dernières imbriquées et sont préférentiellement localisées vers la marge nord (marge européenne). Ces nappes sont ponctuellement séparées par des mélanges (précédemment dénommés wildflysch ou flysch à lentilles),, qui sont des séries chaotiques résultant du frottement des nappes entre elles ou avec le substrat sur lequel elles sont charriées. Enfin la base du versant externe du massif du Chablais est composée d'écailles tectoniques (ou lambeaux de poussées) qui sont le produit du charriage des nappes sur le domaine helvétique.

### Flysch subalpin
Une écaille de faible extension (environ 2,3 km) surmonte localement la molasse charriée sur le flanc occidental des Voirons. Elle s'étend entre le hameau de Bellevue (nord-est de Lucinges) et le nant de la Follieuse. L'écaille représente une séquence de flysch helvétique arrachée à son substrat lors du charriage du charriage des nappes des Préalpes. La série stratigraphique est constituée à sa base par une séquence marneuse (marnes de Bellevue, 40 m) surmontée par un empilement de grès relativement grossiers (grès de Bellevue, 60 m), accompagnés de quelques conglomérats,, et décrivant une séquence turbiditique. Les assemblages de foraminifères planctoniques fournissent un âge Oligocène moyen (zone à G. ampliapertura) et décrivent un environnement bathyal supérieur à salinité normale. La composition pétrographique des grès et notamment la présence de diabases à porphyrites arborescentes rattachent ces dépôts au grès du val d'Illiez,. La séquence est considérée comme équivalente à la formation de Cucloz dans les Préalpes romandes, mais diffèrerait des dépôts de grès du val d'Illiez décrits en rive gauche de l'Arve par leur paléoenvironnement.

### Nappes de l'Helvétique supérieur
Longtemps décrites comme « nappes ultrahelvétiques », ces unités sont désormais décrites comme appartenant sur le plan structural à l'Helvétique supérieur,. Le domaine ultrahelvétique correspond à l'extrémité distale du domaine helvétique où prédominent des dépôts marno-calcaires pélagiques de pente. Dans le massif du Chablais, elles constituent la semelle de l'édifice préalpin et sont préservées à des degrés variables : sous forme d'écailles tectoniques isolées à la stratigraphie cohérente mais incomplète dans la bordure externe ou sous la forme d'un mélange dans la bordure interne. Elles chevauchent successivement la molasse charriée du bassin molassique suisse sur la bordure externe (au nord) et sur la bordure interne (au sud), d'est en ouest, la couverture sédimentaire des aiguilles Rouges, la nappe de Morcles (massif du Giffre) et la nappe des Chaines Subalpines (massif du Faucigny et des Bornes). En raison de sa position structurale basse dans le massif du Chablais, les nappes de l'Helvétique supérieur n'affleurent que localement et préférentiellement sur les bordures du massif. On distinguera les secteurs sur la bordure externe de Saint-Gingolph et de Vacheresse où les affleurements sont restreints à certains âges, les Voirons où il est représenté par le mélange infrapréalpin, les collines du Faucigny où le Jurassique supérieur forme d'imposantes falaises et la zone des cols sur la bordure interne (Taninges - Samoëns, et Troistorrents) où les nappes de l'Helvétique supérieur sont représentées sous la forme d'olistolithes emballés dans des mélanges.

#### Saint-Gingolph
Un petit affleurement, initialement décrit à la faveur d'une baisse du niveau lacustre, est rapporté sur les rives du lac au hameau de Gouillon, entre Saint-Gingolph et Le Bouveret,,. Cet affleurement est attribué au Barrémien sur la base d'arguments stratigraphiques. Il est attribué à une unité équivalente au membre du Cergnement dans l'écaille des Pléiades,,. Son extension latérale très limitée s'expliquerait par des complications tectoniques où l'Helvétique supérieur serait préservée uniquement pour fournir un plan de chevauchement uniforme pour la nappe des Préalpes médianes,.

#### Vacheresse
Une fenêtre d'Helvétique supérieur est identifiée sur les hauteurs de Vacheresse, sous le hameau des Trois Nants. Elle se distingue par sa position structurale, pincée au cours d'un anticlinal de la nappe des Préalpes médianes plastiques dont la charnière est composée par les dolomies triasiques. Elle est constituée de marnes sombres à nodules de calcaire noir datées de l'Oxfordien d'après les faunes à ammonite récoltées. Cette unité est équivalente au faciès des Terres Noires. Ces marnes oxfordiennes sont ensuite surmontées par des calcaires gris-bleu qui pourraient correspondre à des séries crétacées. Des unités équivalentes aux marnes oxfordiennes sont décrites à la base de l'Helvétique supérieur des collines du Faucigny et de l'unité de Nantbellet, dans la klippe de Sulens (région de Serraval).

#### Voirons
La moitié inférieure du versant ouest des Voirons est représentée par le mélange infrapréalpin, ou mélange inférieur, qui décrit un relief doux et mamelonné et surmonté par les falaises de la nappe des Voirons. Il se prolonge ensuite vers le sud sous les collines du Faucigny et le Môle où il est chevauché par la nappe des Préalpes médianes plastiques. Le mélange infrapréalpin sépare ainsi les nappes des Préalpes du substratum parautochtone (molasse charriée et écailles tectoniques frontales). La matrice du mélange affleure peu et mal. Elle est constituée de marnes sombres à bancs de grès subordonnés, dont l'âge est attribué au Priabonien et auparavant décrites comme « le flysch marneux ou flysch noir de base ». Le mélange est surtout identifié par le train de lentilles qui le constitue et dont leur taille (plusieurs centaines de mètres) est suffisamment importante pour être cartographié. Elles correspondent à des olistolites de calcaires crétacés voire jurassiques supérieurs et comparables aux séries de l'Helvétique supérieur qui constituent les collines du Faucigny,. Des corps gréseux à conglomératiques, comportant notamment une brèche calcaire à corallinacées, sont aussi rapportés. Leur âge est attribué au Priabonien mais leur origine est incertaine. Ils sont décrits comme des flyschs, mais les auteurs ne savent pas s'ils représentent des séquences bien stratifiées de la matrice du mélange ou des olistolites de ce mélange.

#### Collines du Faucigny
Les collines du Faucigny consistent en un empilement d'écailles mésozoïques de l'Helvétique supérieur coiffées par un flysch paléogène. L'ensemble repose directement sur le mélange infrapréalpin. Elles sont à leur tour chevauchées au sud par la nappe des Préalpes médianes plastiques (le Môle) mais la présence d'écaille du mélange au pied du Môle au sud-est et les données du forage Faucigny 1 semblent argumenter en faveur de la présence du mélange infrapréalpin aussi au-dessus de ces écailles ce qui tendrait à interpréter les collines du Faucigny comme un « méga-olistolithe » emballé dans le mélange infrapréalpin. L'importante couverture glaciaire quaternaire ne permet pas en l'état de statuer définitivement. La série stratigraphique débute par une assise en marnes schisteuses noires de l'Oxfordien (équivalent aux Terres Noires) qui évolue est remplacée par des calcaires noduleux dès l'Oxfordien moyen. L'ensemble est surmonté par la barre tithonique, une épaisse série calcaire du Kimméridgien-Tithonien qui constitue les falaises des collines du Faucigny. Le sommet de la série définit un ensemble de reliefs arrondis au sommet des collines. Il est composé d'une alternance de calcaires-marnes (Berriasien à Barrémien), d'une formation gréso-glauconieuse (Aptien - Turonien) et enfin d'une séquence de calcaires sublithographiques (Turonien à Coniacien).

#### Zone des Cols (Préalpes internes)
Les Helvétique supérieur affleurent enfin dans la bordure interne du massif du Chablais (aussi décrite comme Préalpes internes ou zone des cols) où elle sert de transition entre la nappe de Morcles, l'autochtone et la parautochtone helvétique, et les nappes penniques du massif du Chablais. Il se présente sous forme de trois mélanges supra-helvétiques (inférieur, moyen et supérieur) emballant des olistolithes d'origine variées, :
- le mélange supra-helvétique inférieur est composé des blocs d'âge jurassique supérieur à éocène supérieur et d'affinité ultrahelvétique ;
- le mélange supra-helvétique moyen comporte des blocs de marnes, calcaires et grès restreints au Jurassique moyen et d'affinité ultrahelvétique ;
- le mélange supra-helvétique supérieur se distingue par l'omniprésence de brèches variés du Crétacé supérieur à l'Éocène moyen et d'affinités valaisanne.

Au-delà, les nappes de l'Helvétique supérieur se retrouvent aussi comme semelle des Préalpes romandes où elles sont plus développées. Elles constituent notamment les Pléiades sur la bordure externe, tandis que la nappe du Niesen sur la bordure interne permet de mieux distinguer les nappes. Le Trias est exploité aux mines de Bex pour la production de sel. Enfin elles constituent les semelles des klippes penniques des Annes et de Sulens dans le massif des Bornes,.

### Nappe des Voirons
La nappe des Voirons est restreinte à la bordure externe du massif du Chablais et est entièrement composée d'un flysch : le flysch des Voirons. Le flysch des Voirons est initialement décrit comme faisant partie du flysch ultrahelvétique. Il est individualisé en 1976 et rattaché à la nappe du Gurnigel sur la base de critères biostratigraphiques et pétrographiques. La nappe du Gurnigel est alors composée quatre flyschs distincts (Voirons, Gurnigel, Schlieren et Wägittal, respectivement d'ouest en est). À l'occasion d'une révision stratigraphique dans les années 2010, les différents flyschs sont individualisés et considérés comme autant de nappes équivalentes,.
Les Voirons, le mont de Vouan et les sommets secondaires (tête de Char) ceinturant les versants nord et ouest de la vallée Verte, ainsi que les collines d'Allinges constituent les principaux reliefs de cette nappe. Du fait de sa position structurale basse, elle forme des sommets de faible altitude et de morphologie douce en raison de la nature siliciclastique des roches (grès, marnes). Quelques parois sont présentes, les plus importantes sont celles du mont de Vouan auxquels se rajoutent celles sous la crête des Voirons et de la Maladière mais elles sont invisibles dans le paysage en raison de la forte couverture forestière.
La nappe des Voirons est charriée sur des écailles de flyschs subalpins et de molasse charriée qui forment la moitié inférieure du versant nord des Voirons par l'intermédiaire du mélange infrapréalpin. Le contact tectonique remonterait dans la colonne stratigraphique de l'est vers l'ouest. Vers l'est, le contact disparait sous l'épaisse série de dépôts glaciaires quaternaires. La nappe est à son tour charriée par la nappe des Préalpes médianes dont le contact est plus ou moins parallèle au lit du Foron puis remonte vers le sommet de Targaillan (1 233 m) puis se perd à son tour sous les dépôts quaternaires dans le Bas-Chablais et sur le plateau de Gavot. Le contact réapparait finalement à Saint-Gingolph, côté Suisse.
Les dépôts sont interprétés comme des dépôts marins profonds issus de courants de densité ou turbidites s.l., durant l'Éocène et alimentés par l'érosion des unités briançonnaises à apuliennes imbriquées dans le prisme orogénique et constituant la chaîne alpine en formation. Le flysch des Voirons est subdivisé en trois formations, : le grès des Voirons, le conglomérat du Vouan et la marne de Boëge auquel se rajoute une unité au statut indéfini, le grès du Bruant. Cette dernière est considérée soit comme succédant stratigraphiquement à la marne de Boëge, soit comme un dédoublement tectonique du grès des Voirons en raison de ses nombreuses similitudes lithostratigraphiques. La série débute à l'Yprésien par la mise en place d'un cône sous-marin sous la forme d'une accumulation sableuse parfois métrique (grès des Voirons). Sa base est inconnue en raison de l'érosion par le plan de chevauchement mais se caractériserait par une série à dominante marneuse qui s'enrichirait progressivement en intervalles sableux. Au Lutétien, une perturbation majeure entraine un brusque changement dans les apports qui se manifeste par une modification de la composition des sédiments (plus riche en matériel métamorphique notamment) et des apports plus massifs et plus grossiers avec la mise en place d'une épaisse série conglomératique (conglomérat du Vouan) qui marque la progradation du cône sous-marin. Cette accumulation s'interrompt à son tour brutalement entre la fin du Lutétien et le début du Bartonien et cède la place à un intervalle marneux entrecoupée par des bancs de grès fins peu épais (marne de Boëge). Le cône sous-marin cesse d'être alimenté en matériel sédimentaire et est recouvert par des dépôts fins pélagiques. Le cône est réactivé ponctuellement par des dépôts gravitaires. Dans l'hypothèse où le grès du Bruant serait une unité stratigraphique surmontant la marne de Boëge, elle indiquerait le retour à une sédimentation sableuse équivalente à celle du grès des Voirons. L'âge du sommet de la série n'est pas connu en raison du plan de chevauchement supérieur mais serait restreint à l'Éocène (Bartonien ou Priabonien).
L'origine paléogéographique du flysch des Voirons a fait l'objet de nombreux débats concomitamment à celle sur son affiliation tectonique. Initialement rattachée aux flyschs ultrahelvétques, le flysch des Voirons était alors considéré comme situé sur la marge nord téthysienne, sur la plaque européenne. Son individualisation en tant que nappe du Gurnigel s'est accompagnée d'une réattribution ultra-briançonnaise, soit dans le domaine piémontais, où il est alors associé aux nappes supérieures des Préalpes et notamment la nappe de la Sarine qui est alors considérée comme sa semelle en raison de son âge Maastrichtien à Paléocène. Ce changement d'affiliation tectonique a par ailleurs induit un mode de mise place de type saute-mouton (chevauchement hors-séquence) propre à la nappe du Gurnigel. Cependant les âges relativement jeunes obtenus notamment dans le flysch des Voirons, son positionnement structural ainsi que l'origine de certains clastes (grès paléozoïques) ont progressivement remis en question cette affiliation piémontaise pour lui préférer une origine valaisanne.

### Nappes des Préalpes médianes
Les nappes des Préalpes médianes constituent l'ossature du massif du Chablais. Du fait de leur position structurale intermédiaire et de leur épaisseur, elles constituent une grande partie des sommets supérieurs à 2 000 m à l'image de la dent d'Oche (2 221 m), au nord, en passant par la pointe de Dréveneuse (2 009 m), au sud. Les nappes des Préalpes médianes représentent la couverture sédimentaire du microcontinent (et domaine) briançonnais, qui correspondait alors à une importante plateforme carbonatée rattaché initialement à la marge européenne et qui s'en est progressivement détachée à la suite de l'ouverture du domaine valaisan entre le Jurassique tardif et le Crétacé précoce,,. Les variations de topographie de la plateforme ont conduit cependant à des différences de successions stratigraphiques, et par conséquent de style tectonique, ce qui aboutit à une distinction entre les nappes des Préalpes médianes plastiques, au nord, et les nappes des Préalpes médianes rigides, au sud.

#### Nappe des Préalpes médianes plastiques
La nappe des Préalpes médianes plastiques s'étend sur la moitié septentrionale du massif du Chablais où elle forme l'essentiel des parois visibles dans le paysage. Elle constitue notamment le groupe de sommets en rive droite de la Dranse d'Abondance : de la montagne des Mémises jusqu'aux Cornettes de Bise (2 432 m) ; ainsi que le chaînon du Môle (1 863 m) à Hirmentaz (1 607 m).

##### Configuration structurale
Elle est invariablement charriée sur la nappe des Voirons par l'intermédiaire de sa semelle triasique. Le contact tectonique est dépourvu de mélange contrairement aux préalpes romandes et uniquement visible dans la carrière du Fenalet à Saint-Gingolph, côté suisse,. Au-delà, elle se devine le long du Foron entre Bogève et Viuz-en-Sallaz, au col de Cou et le long de la Dranse en aval de l'ancienne plâtrière d'Armoy. Ailleurs le contact est généralement couvert par les dépôts glaciaires quaternaires et les dépôts d'éboulis. La nappe est surmontée à son tour par la nappe des Préalpes médianes rigides (mont Chauffé), la nappe de la Brèche (région de Mieussy), ou par la nappe des Dranses (lac de Vallon).

##### Stratigraphie

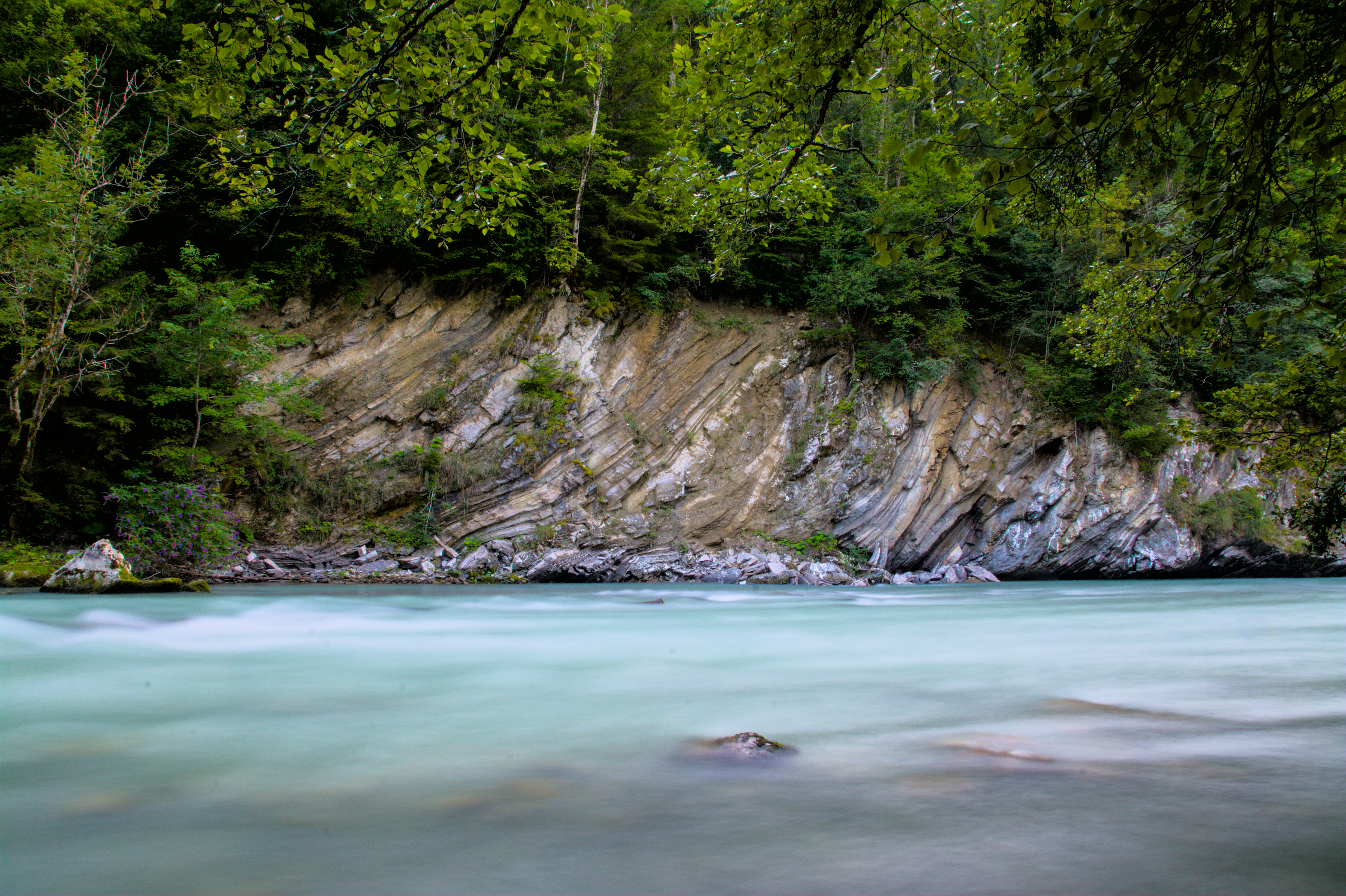
Affleurement de gypse et de dolomie (dolomie blonde) le long de la Dranse. La déformation des bancs résulte du charriage des nappes.

La série stratigraphique s'étend du Trias supérieur jusqu'à l'Éocène et décrit l'évolution d'une marge passive en plateforme carbonatée (Jurassique) puis son ennoiement au Crétacé. La série débute au Carnien par une séquence évaporitique (gypse et anhydrite) et de niveaux de cargneules qui est surmontée par une accumulation monotone de dolomie et de calcaires souvent bréchiques en bancs décimétriques à métriques et entrecoupé d'argilites et marnes versicolores,,. Des niveaux peu épais de grès à roseaux (Carnien ?) sont décris au col de Pavis tandis que le Rhétien débute par des calcaires lumachelliques. Elle décrit un environnement littoral de sebkha et plage soumis à des incursions marines régulières et évoluant au gré des variations eustatiques vers un environnement de plateforme carbonatée dolomitique très peu profonde.
Le rifting de l'océan Liguro-Piémontais au Jurassique précoce conduit à l'ennoiement généralisé de la région. La mise en place des blocs basculés favorise la subsidence et des discordances angulaires apparaissent (sédimentation syn-rift). Elle conduit aussi à des variations de faciès par l'apparition de bassins intermédiaires. La sédimentation évolue au fur et à mesure de l'approfondissement : d'abord riche en oolites puis en échinodermes (crinoïdes), elle devient progressivement plus marneuse, tandis que la remontée de horsts conduit à des phases d'érosion dont la formation de karsts dans les séries triasiques (Haute-Pointe). Cette évolution aboutit à l'installation d'un paléoenvironnement néritique favorable au développement des faunes à ammonites,.
Au Jurassique moyen, la plateforme briançonnaise présente une diversité de milieu de dépôt avec, à l'extrémité nord, un milieu marin ouvert où se déposent des alternances de marnes et de calcaires à Cancellophycus (calcaires marneux ou siliceux à spongolites). Vers le sud, ce bassin évolue en plateforme carbonatée où domine une sédimentation de sable oolitique et bioclastique (formation de Sommant) qui protège un lagon peu profond (couches à Mytilus), et des lagunes côtières à ptéridophytes entourées de forêt de conifères. L'architecture en blocs basculés du microcontinent briançonnais se poursuit auquelle se rajoutent des surfaces d'érosion sous-marines provoqués par les variations du niveau marin. 
La hausse du niveau marin au Jurassique tardif marque l'uniformisation de la sédimentation carbonatée sur l'ensemble du Briançonnais, scellant ainsi les discontinuités syn-sédimentaires (sédimentation post-rift). La base est en discordance angulaire sur le Jurassique moyen, voire directement sur le Jurassique inférieur comme sur le flanc nord-ouest des Cornettes de Bise. Elle est marquée par des calcaires noduleux de l'Oxfordien moyen qui prennent localement une teinte rougeâtre ou verdâtre et sont localement exploités sous le terme de « marbre de la Vernaz ». Ils sont ensuite surmontés par une épaisse accumulation calcaire difficile à subdiviser et régulièrement dénommée « formation des calcaires massifs » (Oxfordien supérieur à Tithonien). Elle consiste en une superposition de calcaires fins dans laquelle s'intercalent des passées oolitiques et bioclastiques (bivalves, brachiopodes et bryozoaires). L'ensemble est interprété comme des faciès de resédimentation (calciturbidites) sur un talus depuis une plateforme carbonatée représentée par la nappe des Préalpes médianes rigides. De par son épaisseur (150 m), le Jurassique supérieur forme l'ossature géomorphologique de la moitié nord du massif du Chablais, constituant les falaises, crêtes, sommets et soulignant les plis du massif. 
Le Crétacé est peu épais et bien moins développé que le Jurassique. Il marque l'ennoiement de la plateforme néritique avec le dépôt de calcaires pélagiques à nodules siliceux (formation de l'Intyamon) entre la fin du Crétacé précoce (Aptien) et le début du Crétacé tardif (Turonien). Cette séquence est restreinte à l'extrémité nord de la nappe (montagne des Mémises, les Trables et chainon Hirmentaz - pointe des Brasses). Elle est ensuite suivie par la mise en place des Couches rouges (calcaires hémipélagiques rouges, grisâtres voire verdâtres) à partir du Crétacé tardif (Turonien) et jusqu'au début de l'Éocène (Yprésien). Elles sont formellement subdivisée en trois formations (formation de Rote-Platte : Turonien supérieur à Santonien, formation des Forclettes : Maastrichtien supérieur et formations des chenaux rouges : Yprésien) correspondant à trois séquences sédimentaires séparées par des hiatus qui soulignent une sédimentation sporadique dans un bassin sous-alimenté.
La sédimentation est scellée par le dépôt du flysch des Médianes (formation de Cuvigne Derrey) à l'Éocène moyen (Lutétien), marquant le passage en subduction du domaine briançonnais. Le remplacement des intervalles marneux par des argilites marque un approfondissement du milieu de dépôt proche de la CCD. Les dépôts gréseux se distinguent des autres séquences de flysch par sa granulométrie fine à moyenne et l'absence de dépôts plus grossiers comme des conglomérats. Ils présentent aussi une teneur notable en spinelle chromifère qui souligne des apports originaires de la croûte océanique piémontaise,, directement ou au travers d'un remaniement des nappes supérieures des Préalpes. La distribution des âges des zircons montre par ailleurs d'importants pics d'âge triasique qui correspondent au magmatisme associé à la phase de rifting de la marge sud-téthysienne.

##### Paléogéographie
La nappe des Préalpes médianes plastiques représente la couverture sédimentaire du bassin marginal du rift téthysien dont il est séparé par une zone de haut-fonds, représenté en partie par la nappe des Préalpes médianes  rigides. Le bassin marginal est configuré en plusieurs compartiments délimités par des failles normales qui ont favorisé la mise en place d'une sédimentation marno-calcaire relativement continue grâce à la subsidence thermique, et entrecoupé de bassins intermédiaires plus riches en intervalle marneux. Cette composition lithologique a conféré à la nappe des Préalpes médianes plastiques la capacité de se déformer sous la forme d'une succession de plis synclinaux et anticlinaux, grâce notamment aux séries du Jurassique inférieur et moyen,. Son socle correspond aux unités de la Zone Houillère et partiellement à la nappe de Siviez-Mischabel,. C'est par ailleurs, la présence au sommet de cette dernière d'un tégument triasique (Trias inférieur à moyen) qui permet de relier la couverture sédimentaire à son socle.

#### Nappe des Préalpes médianes rigides
Bien que s'étendant d'un point de vue structurale sur la moitié méridionale du massif du Chablais, la nappe des Préalpes médianes rigides affleure relativement peu car en grande partie recouverte par la nappe de la Brèche et les nappes supérieures des Préalpes. La nappe des Préalpes médianes rigides présente la particularité d'être subdivisée en plusieurs écailles tectoniques en raison de son style de déformation cassant : l'écaille du mont Chauffé, l'écaille de la ville du Nant en rive droite de la Dranse d'Abondance et l'écaille de Dreveneuse (pointe de Bellevue), auxquelles se rajoutent les nombreux lambeaux d'écailles identifiées dans les mélanges sous-jacents. Elle est charriée invariablement sur la nappe des Préalpes médianes plastiques et localement aussi sur la nappe des Dranses (vallon d'Ubine). Elle est à son tour charriée par les nappes supérieures des Préalpes dans la moitié nord et par la nappe de la Brèche au sud.
La série stratigraphique se distingue de sa voisine plastique par son caractère lacunaire et à dominante calcaire. La série débute au Trias moyen (Aalénien, voire Olénékien) avec trois cycles de transgression/régression consistant en une alternance de calcaire, et secondairement de dolomie, et qui s'étend durant tout le Trias moyen. Le Trias supérieur est lui aussi subdivisé en trois cycles de transgression/régression mais à forte dominante dolomitique, entrecoupée par un complexe évaporitique (transition Carnien - Norien) et surmontée par une alternance de calcaire et marnes au Rhétien. Cette succession est notamment visible aux collines de Saint-Triphon,. La séquence stratigraphique triasique est cependant incomplète en raison des phases d'érosion ultérieures entre le Jurassique inférieur et moyen, liées probablement à la mise en place des blocs basculées. Cette érosion est par ailleurs graduelle entre le domaine interne où les dépôts du Trias supérieur et du Jurassique inférieur sont manquants et le domaine externe où ces derniers sont préservés. Il en découle que les niveaux évaporitiques ne servent pas de plan de décollement pour les nappes des Préalpes médianes rigides et conduit à l'individualisation de trois types d'écailles qui sont du sud au nord :
- les Rigides internes (écaille de Dreveneuse) constituent les écailles à la stratigraphie triasique la plus lacunaire. Le plan de décollement se situe à l'interface entre les quartzites du Trias inférieur et les dolomies du Trias moyen. Ce dernier est complet et se poursuit à jusqu'au Carnien basal sous les niveaux évaporitiques ;
- les Rigides externes ont été découplés en deux séries d'écailles selon un plan de décollement dans le Carnien bassal. Les Rigides externes inférieures (écaille de la ville du Nant) se distinguent par une stratigraphie restreinte au Trias tandis que les Rigides externes supérieures (écaille du mont Chaufé) ne comportent qu'une partie du Carnien basal.

Le Jurassique inférieur est absent en raison d'une phase d'érosion qui se manifeste par la mise en place de karst et d'une surface d'érosion sur tout le toit du Trias. Le Jurassique moyen n'est pas continu et repose en discordance angulaire sur le Trias. Il correspond au prolongement méridional du lagon peu profond (couches à Mytilus) observés dans les médianes plastiques. Il se résume généralement à des dépôts littoraux peu épais constitués de calcaires (gréseux ou marneux) riches en moule et alternant avec des niveaux marneux charbonneux. Au-delà, vers le sud, le domaine est entièrement émergé et dépourvu de sédimentation. Localement, les couches à Mytilus surmontent, ou sont remplacées par des niveaux peu épais de latérite dont l'âge n'est pas défini mais serait restreint entre le Trias précoce et le Jurassique moyen. Ce dépôt de latérite s'est accompagné localement par une altération karstique. Le Jurassique supérieur est très proche en apparence de son équivalent de la nappe des Préalpes médianes plastiques avec la mise en place d'une épaisse série calcaires massive, mais il s'en distingue car elle résulte de l'installation d'une plateforme carbonatée coralligène dont les débris alimentent les calcaires massifs des Médianes plastiques. Le Crétacé inférieur est manquant, tout comme la majeure partie du Crétacé supérieur qui n'est représenté que par les Couches rouges (Turonien - Yprésien) puis par un flysch d'âge Lutétien.
L'absence d'intervalles marneux et la stratigraphie lacunaire décrit un environnement généralement peu profond et soumis à des phases d'émersion. La nappe des Préalpes médianes rigides décrit une zone de haut-fonds qui correspond à l'épaulement du rit piémontais. Elle marque la transition entre les bassins marginaux du subbriançonnais au nord et la marge passive méridionale du microcontinent Briançonnais (domaine pré-piémontais) qui sert de transition vers l'océan piémontais. Par opposition au domaine Subbriançonnais, elle est parfois décrite comme le Briançonnais s.s.. Son socle est notamment représenté par la nappe de Siviez-Mischabel,,, qui conserve un tégument constitué de grès quartzitiques du Trias inférieur.

### Nappe de la Brèche
La nappe de la Brèche est définie par Hans Schardt en 1893 et sa stratigraphie est décrite par Maurice Lugeon en 1896. Elle affleure d'ouest en est dans une bande s'étendant du Praz de Lys jusqu'à Châtel et se prolonge jusqu'au rebord interne du massif du Chablais. Du fait de sa position structurale élevée et sa lithologie, la nappe de la Brèche constitue plusieurs des sommets les plus élevés : les Hauts-Forts (2 466 m, plus haut sommet du massif du Chablais), le mont de Grange (2 432 m) ou le roc d'Enfer (2 244 m). Elle décrit une vaste synforme dans sa partie méridionale (Les Gets) qui se poursuit vers le nord par un repli anticlinal au front de la nappe et qui constitue une suite de reliefs depuis le chaînon du roc d'Enfer jusqu'au mont de Grange.

#### Configuration structurale
Elle repose au nord sur les nappes des Préalpes médianes (plastique et rigide) par l'intermédiaire d'un mélange, autrefois décrit comme « zone du col de la Ramaz » ou « flysch à lentilles », tandis que sur la bordure interne du massif (zone des cols), la nappe de la Brèche est charriée sur le mélange infra-Brèche. Elle est à son tour chevauchée par les nappes supérieures des Préalpes que l'on rencontre préférentiellement dans la synforme des Gets et au front de la nappe.

#### Stratigraphie
Les dépôts de la nappe de la Brèche sont caractéristiques d'un environnement de marge passive soumis au rifting de l'océan liguro-piémontais. Ce sont des dépôts de bas de pente où prédominent les brèches qui ont donné le nom à la nappe et représentent des phases de démantèlement des parois des blocs basculés. La distribution granulométrique montre par ailleurs un transport depuis le nord, où prédominent les séries les plus grossières (faciès de bordure : bancs épais de 5 à 15 m et brèches à éléments pluri-métriques), vers le sud, caractérisé par des dépôts plus fins et turbiditiques (faciès de bassin : bancs peu épais, les calcschites prédominent et les brèches à éléments plus fins et granoclassés deviennent minoritaires),,.
La série débute au Trias tardif (Carnien - Norien ?) avec le dépôt d'une série carbonatée fortement dolomitisée, commune à travers la Téthys alpine mais d'affinité piémontaise à austro-alpine,. Elle correspond à la formation de Chalune dans le massif du Chablais et est restreinte à la région de la pointe de Chalune. Elle comporte des dolomies, calcaires dolomitiques, cargneules et des brèches dolomitiques monogéniques. Certains niveaux de dolomie présentent des laminations algaires et leur toit est parfois recouvert par des fentes de dessication. Les bancs sont organisés en cycles métriques et délimités par des interbancs pelitiques. Le sommet de la formation est constitué de brèches dolomitiques et quartziques qui servent de transition avec la Brèche inférieure. Le milieu de dépôt décrit un environnement confiné de plateforme très peu profonde à salinité élevée. Les variations du niveau marin entrainent soit un ennoiement de la plateforme, un arrêt d'activité des tapis microbiens et le dépôt de dolomie massive ; soit son émersion avec la mise en place de lagune (dépôt pélitique). L'apparition des brèches au sommet marque l'ennoiement de la plateforme carbonatée par subsidence et l'initiation du rifting de la Téthys alpine.
Le rifting s'accompagne de la mise en place de blocs basculés par amincissement crustal qui forment des escarpements ou falaises sous-marines soumises à des éboulements, à l'origine de la Brèche inférieure entre le Jurassique précoce et le Jurassique moyen. C'est une brèche de dolomie triasique qui se charge en éléments quartziques vers le sommet. La texture est supportée par les grains (matrice inférieure à 10 %) et n'est pas granoclassé tandis que les clastes peuvent atteindre jusqu'à 10 m de diamètre. La sédimentation semble être organisée en quatre épisodes bréchiques qui sont décrits entre la pointe du Haut-Fleury, la pointe de la Couennasse et la pointe de Marcelly. Ces accumulations sont déposées par des coulées de débris de haute densité auxquelles se rajoutent des éboulements/écroulements ponctuels à l'origine du dépôt des plus gros blocs. À ce faciès grossier, se rajoute un faciès plus fin. Il est caractérisé par des calcaires spathiques, des calcarénites gréseuses à éléments dolomitiques alternant avec des intervalles schisteux. Des débris végétaux sont parfois décrits tout comme des slumps. Ils sont ponctuellement accompagnés de bancs de brèche métriques et granoclassés. Ce faciès est particulièrement visible dans la bordure interne (environnement de bassin) où il constitue les 400 premiers mètres de la Brèche inférieure et où il est historiquement décrit comme les « Schistes inférieurs »,,. Il devient aussi prépondérant dans la partie sommitale des environnements de bordure. Le faciès fin est déposé par des courants de turbidité dont la séquence de Bouma est généralement complète. Il décrit des transits sédimentaires modérés en bordure de bassin tandis qu'il constitue la transformation des coulées de débris en courants de turbidité dans les environnements de bassin.
Les accumulations de brèche vers le sommet sont progressivement remplacées par les schistes ardoisiers qui décrivent un épisode sédimentaire plus fin, argilo-siliceux, intercalé entre les brèches inférieure et supérieure. Ils sont constitués de calcaires fins schisteux et siliceux riches en spicules d'éponges et radiolaires recristallisés. Ces calcaires sont accompagnés de bancs arénitiques centimétriques et de rares brèches. Vers le sommet, la formation se charge en schistes siliceux rouges ou verts, eux aussi riches en spicules d'éponges et quelques radiolaires. L'apparition de brèches pauvres en matrice mais riches en schistes chloriteux annonce la Brèche supérieure dont l'arrivée est graduelle. Quelques radiolaires fournissent un âge oxfordien ce qui coïnciderait avec l'apparition des radiolarites téthysiennes et conférerait ainsi un âge Callovien - Oxfordien à la formation.
La Brèche supérieure marque le retour d'une sédimentation détritique carbonatée au Jurassique tardif. Elle se distingue par un granoclassement normal, une matrice plus abondante (25 à 40 %) et des clastes qui ne dépassent pas 10 cm de diamètre. Les accumulations de brèche sont organisées en cycles surmontés par des calcaires fins qui confèrent à la formation un aspect plus lité. Vers le bassin, les brèches sont minoritaires. Des dolomies gris-noir et des calcaires échinodermiques forment l'essentiel des dépôts. Des calpionelles fournissent un âge au moins Tithonien mais la base des Brèches supérieures pourrait être Kimméridgien,. Le sommet de la formation est contraint depuis l'individualisation de la formation de la Bonave au Tithonien supérieur (sommet de la zone à calpionelles A).
Le Crétacé marque la fin de l'activité des blocs basculés et l'installation d'une sédimentation pélagique composés de calcaires siliceux. Elle débute par la formation de la Bonave (Berriasien - Barrémien) qui correspond aux anciens calcaires à silexite, initialement rattachés à la Brèche supérieure,. Elle se caractérise par une superposition de bancs centimétriques de calcaires fins gris riches en nodules de silex qui évolue dans le haut de la formation vers des calcirudites à péloïdes riche en calpionelle et microbrèche, et à interbancs marneux plus marqués. Le Crétacé inférieur se poursuit avec la formation de la Joux Verte (Aptien - Turonien avec lacune à l'Albien inférieur). Autrefois décrite comme du Gault puis des quartzites,, cette formation se distingue par la teinte sombre des calcaires et l'apparition de glauconie et de pyrite qui pourraient correspondre à l'événement de Bonarelli ou événement anoxique océanique OAE 2. Les alternances calcaires - marnes sont organisées en trois cycles de sédimentation où les calcaires présentent des nuances de composition. Le toit de la nappe est censé être représenté par des Couches Rouges (Campanien ? - Thanétien ?) puis par un flysch éocène (Thanétien ? - Lutétien ?), mais ces séries ont été entièrement remaniées dans le mélange des Mattes ou mélange Supra-Brèche (Bartonien ? - Priabonien ?) à la différence des Préalpes romandes où elles demeurent en place.

#### Paléoenvironnement
La nappe de la Brèche est originaire du domaine pré-Piémontais,,. Ce domaine délimite la marge sud du microcontinent briançonnais où la mise en place des blocs basculés sert de transition entre la croûte continentale de la plaque eurasiatique et la croûte océanique de l'océan liguro-piémontais. La nappe de Mont Fort est considérée comme son socle sur lequel des lambeaux de couvertures sédimentaires équivalentes à la nappe de la Brèche mais métamorphisés sont décrits. Le domaine pré-Piémontais est alors séparé du bassin des nappes des Préalpes médianes par le seuil briançonnais (épaulement septentrionale du rift téthysien). Les épisodes de la Brèche inférieure et des schistes ardoisiers sont contemporains de la phase de rifting de l'océan liguro-piémontais (dépôts syn-rifts), tandis que la Brèche supérieure et les séries crétacées sont considérés comme des dépôts post-rift. Les dépôts montrent une alimentation depuis le nord vers le sud, sud-est avec la mise en place d'un chenal dans les environnements de bordure qui disparait vers le bassin. Les brèches correspondent à des éboulements sous-marins résultant de l'instabilité des parois des blocs basculés. Ils forment des coulées de débris (Brèche inférieure) ou des coulées de boue (Brèche supérieure). Ces coulées évoluent vers le bassin en courants de turbidité responsables des dépôts calcaires sur la bordure interne de la nappe tandis que les dépôts turbiditiques riches en fragments d'échinoderme semblent être alimentés par une plateforme carbonatée constituée d'une prairie de crinoïdes jouxtant une zone émergée (débris de végétaux). La similitude de lithologie des blocs calcaires remaniés avec celle des nappes des Préalpes médianes plastiques sous-entend l'existence d'un dépôt équivalent au sud du seuil briançonnais. Enfin les séries pélitiques siliceuses des schistes ardoisiers décrivent un environnement de dépôt sous la CCD qui les rapprochent des argiles marines plutôt que des radiolarites au regard de leur faible proportion en radiolaires. Cet épisode entre les deux séquences de brèches pourrait résulter de la hausse du niveau marin au Jurassique tardif et/ou d'une période de stase tectonique. À partir du Crétacé précoce, le bassin de la nappe de la Brèche présente une uniformisation paléoenvironnementale avec celui des nappes des Préalpes médianes qui pourrait aussi correspondre à une période de stase tectonique et de subsidence thermique.

### Nappes supérieures des Préalpes
Les séquences sédimentaires de ces nappes furent initialement affiliées au flysch de la nappe des Préalpes médianes puis rassemblés dans la nappe de la Simme s.l.,. Une révision biostratigraphique et structurale a ensuite individualisé en 1972 les quatre nappes constituées en grande partie par un flysch distinct et généralement peu épaisses (100 à 200 m d'épaisseur chacune).
Les nappes supérieures des Préalpes constituent l'unité faîtière du massif du Chablais. Toutefois en raison des matériaux tendres qui les constituent (grès, marnes et schistes), elles sont préférentiellement préservées au cœur des plis synclinaux (synforme des Gets) mais forment aussi des reliefs doux, régulièrement recouvertes par des forêts et dépourvues de parois significatives comme le mont Chéry (1 826 m) ou la pointe de la Gay (1 801 m). Du fait de leur lithologie, ces reliefs sont aussi régulièrement sujets à des aléas de glissement de terrain comme celui qui a abouti à la formation du lac de Vallon. Les séries sédimentaires des nappes supérieures des Préalpes sont interprétées comme des dépôts marins pélagiques alimentés par des courants de densités (turbidites s.l.) dans un contexte de zone de subduction.
Leur position structurale sommitale, l'inclusion pour certaines de matériel ophiolithique sous forme de blocs emballés dans une matrice schisteuse, les associations de minéraux lourds, ainsi que la présence de galets d'affinité sud-alpine dans les conglomérats attribuent l'ensemble de ces nappes au domaine piémontais (Pennique supérieur),,. Les flyschs qui les constituent se sont déposés le long de la marge active sud-téthysienne entre le Crétacé précoce et le début de l'Éocène et constituent par ailleurs les premières unités emportées dans la subduction et formant ainsi le prisme d'accrétion. La présence quasi exclusive d'un flysch dans chacune d'elles montre que seule la partie superficielle de la couverture sédimentaire océanique s'est décollée. Le reste de la série, incluant radiolarites, calcschistes et calcaires pélagiques, est resté rattaché à la croûte océanique. Ils se retrouvent préservés au sein des nappes de Zermatt-Saas-Fee ou de Tsaté sous forme de métasédiments.

#### Nappe de la Sarine
La nappe de la Sarine est l'unité basale parmi les nappes supérieures des Préalpes. Elle tire son nom de la vallée de la Sarine, dans les Préalpes romandes en Suisse, où sont situés ses principaux affleurements. Contrairement aux Préalpes romandes, la nappe de la Sarine ne constitue pas d'affleurements notables dans le massif du Chablais et semble être réduite à des éléments incorporés dans les mélanges des unités sus-jacentes. La série stratigraphique est peu épaisse (100 m environ). Elle se résume à la série de Reidigen qui consiste en une alternance de bancs calcaires riches en fucoïdes, de grès micacés et de schistes. La série est datée entre le Maastrichtien et le Paléocène. Cette unité a longtemps été considérée comme la semelle de la nappe du Gurnigel s.l. en raison de son âge plus ancien et de la présence notamment de fragments de granite rose que l'on retrouve aussi dans la nappe du Gurnigel s.l.,. Du fait de sa position basale, elle est décrite comme la dernière unité incorporée dans le prisme d'accrétion avant la fermeture de l'océan piémontais.

#### Nappe des Dranses

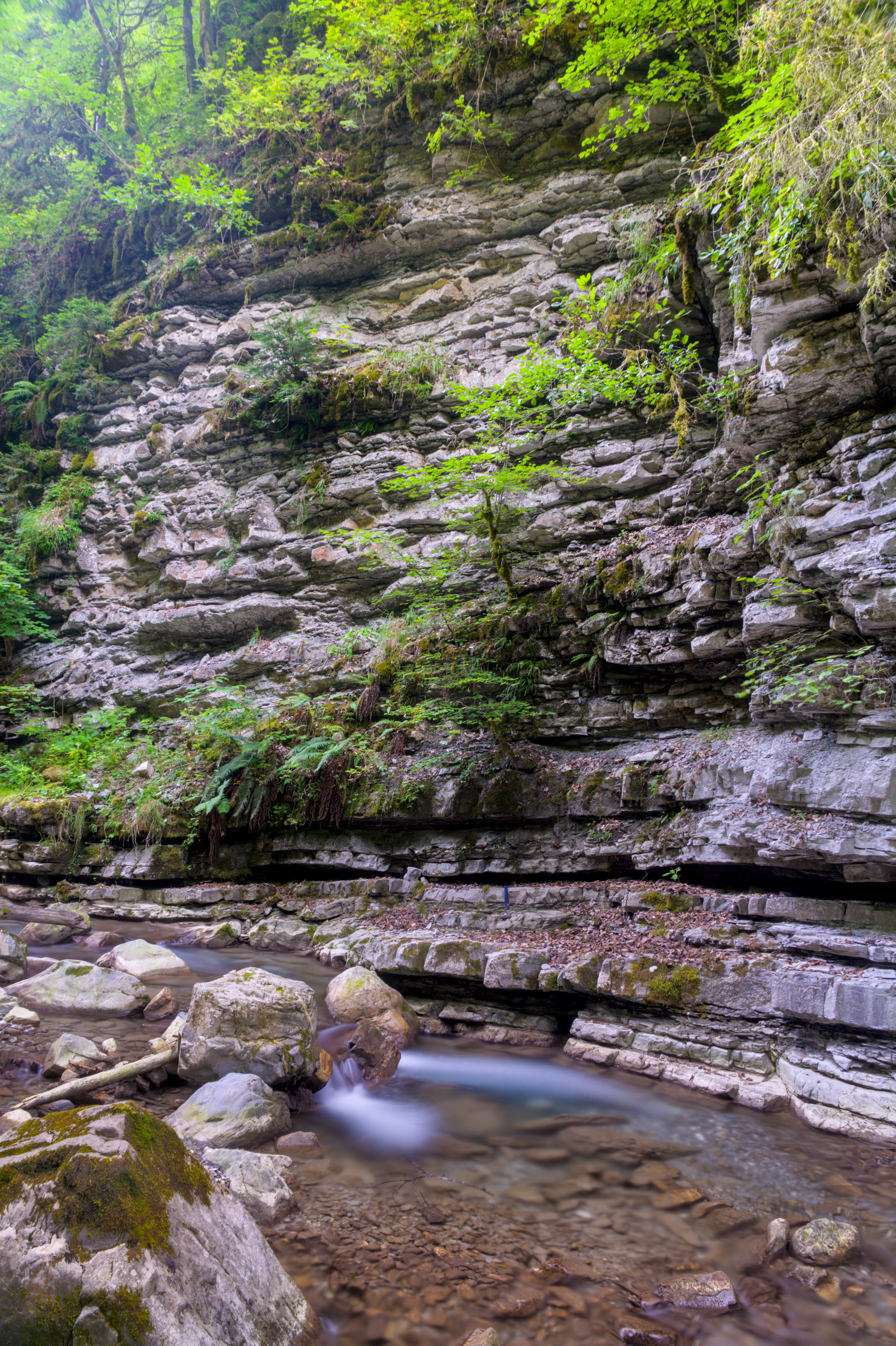
Affleurement de la formation du Biot au torrent de Seytroux. Le marteau (manche bleu) sur les bancs du bas donne l'échelle.

Autrefois décrite comme la « nappe du flysch à Helminthoïdes », la nappe des Dranses est l'unité la plus septentrionale des nappes supérieures des Préalpes. Elle s'étend au front de la nappe de la Brèche dans une bande s'étendant de Mieussy à Vionnaz. C'est par ailleurs entre les deux Dranses que les affleurements sont les plus importants (tête des Follys, pointe de la Gay) ce qui a donné son nom à la nappe. Elle repose sur les nappes des Préalpes médianes et est à son tour chevauchée par la nappe de la Brèche. On retrouve aussi la nappe plus au sud-est, dans la synforme des Gets, entre Morzine et Châtel, intercalée entre la nappe de la Brèche et la nappe de la Simme. La nappe des Dranses est systématiquement séparée de la nappe sous-jacente par l'intermédiaire d'un mélange autrefois décrit comme « flysch à lentilles de couches rouges ». Son épaisseur est estimée à environ 400 m.
La nappe de la Dranse se distingue des autres nappes supérieures par son flysch à helminthoïdes, un faciès que l'on retrouve dans d'autres unités alpines piémontaises. Aujourd'hui décrite comme la formation du Biot, elle consiste en un empilement de calcaires blonds, de grès carbonatés et d'interbancs marneux. Les conglomérats sont relativement rares et présentent une composition en galets (calcaire à calpionnelles, à radiolaires) de type Mocausa comme ceux de la nappe de la Simme. La formation du Biot se différencie des autres flyschs par une resédimentation de dépôts carbonatés de talus et un faible approvisionnement en sédiments terrigènes. Les traces d'helminthoïdes et de fucoïdes sont présentes préférentiellement au toit des bancs calcaires. Les interbancs marneux contiennent fréquemment des faunes à Rhabdammina ce qui indique un dépôt sous la CCD. La formation du Biot est datée entre le Campanien et le Maastrichtien,. Sa base est représentée par le Complexe de base qui correspond à un niveau d'argilites bariolées peu épais (10 à 15 m) et daté du Coniacien au Santonien voire Albien - Campanien.

#### Nappe de la Simme
Le terme « nappe de la Simme » était auparavant employé pour décrire l'ensemble des terrains surmontant la « nappe du flysch à Helminthoïdes ». À l'image de la nappe de la Sarine, cette unité affleure très peu dans le massif du Chablais et est surtout présente dans les préalpes romandes, notamment dans la vallée de la Simme dont elle tire son nom. Sa stratigraphie se réduit à la formation du Fouyet (Albien) et la série de Coicon (Turonien, intervalle recoupant les formations de la Manche et des Rodomonts), qui constitue respectivement la base et le sommet de la nappe. La base de la formation du Fouyet est constituée de schistes bariolés entrecoupés de bancs peu épais de calcaires graveleux, de quartzite et de grès fins manganésifères. Elle est progressivement remplacée vers le sommet par des grès moyens à grossiers, massifs et chloriteux. La série de Coicon est un flysch schisto-gréseux à gréso-conglomératique qui se distingue par la présence d'un poudingue de la Mocausa et de rares olistolithes de séries mésozoïques. La formation du Fouyet affleure de manière ponctuelle dans la synforme que forme la nappe des Dranses au pied de la nappe de la Brèche, au col des Follys (Bellevaux) et sur le versant nord du pic de la Corne (Saint-Jean-d'Aulps) tandis que la série de Coicon affleure généreusement dans la synforme des Gets où elle apparait intercalée entre la nappe des Gets et de la Brèche, avec parfois la formation du Fouyet à sa base.

#### Nappe des Gets

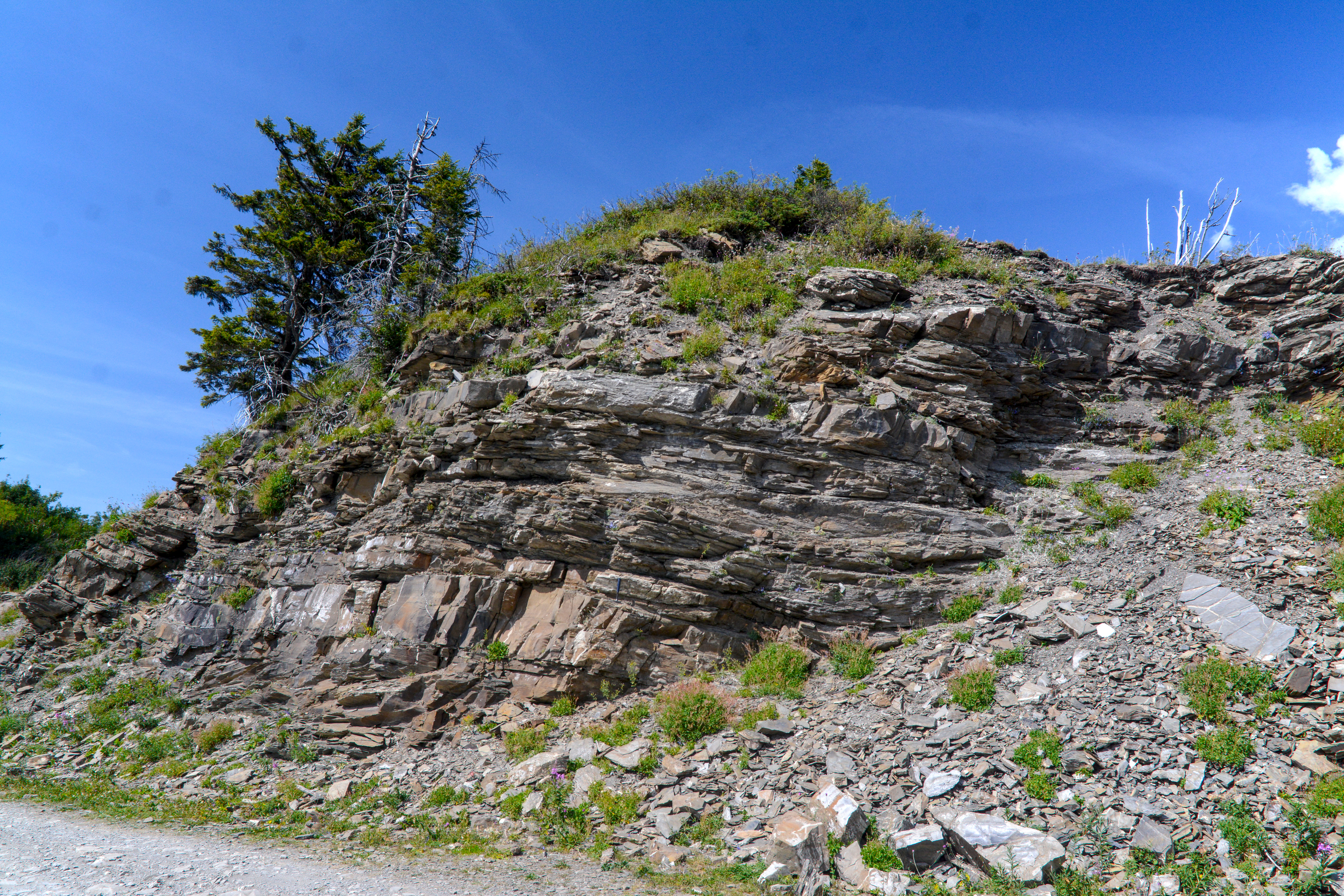
Affleurement de la formation de Hundsrügg sur la crête des Rochassons. Les intervalles marno-schisteux ont une faible proportion. Le marteau (manche bleu) au centre donne l'échelle.

L'unité sommitale du massif du Chablais est restreinte à la synforme des Gets dont elle tire son nom. Elle forme notamment le mont Chéry qui domine Les Gets. La nappe est subdivisée en deux unités : la formation des Perrières à la base et la formation de Hundsrügg au sommet sans que la distinction ne soit évidente sur le terrain. La formation des Perrières est assimilée à un mélange à matrice pélitique noire comprenant des lentilles de sédiments marins profonds (radiolarites, calcaires pélagiques et shales manganésifères) ainsi que des olistolithes de granite et d'ophiolite. Elle est constituée de trois unités lithostratigraphiques. La base est représentée par un faciès schisteux comportant des calcaires fins voire siliceux en bancs ou sous forme de lentilles. La présence de calpionelles suggérerait un âge crétacé inférieur. Une série gréseuse accompagnée de quelques poudingues de type Mocausa et d'âge turonien lui succède. Enfin le sommet est constitué par une nouvelle série schisteuse entrecoupée par des bancs de grès manganèsifères et des grès calcaires. Les olistolithes sont rassemblés dans les intervalles schisteux. Ils décrivent un magmatisme basique comprenant des serpentinites, gabbros, laves en coussins, diabases ainsi que des ophicalcites. Enfin le sommet de la nappe des Gets (formation de Hundsrügg) est composé de grès siliceux et de conglomérats polygéniques. La formation de Hundsrügg est décrite comme un flysch du Crétacé supérieur (Coniacien - Campanien).
Les datations radiométriques effectuées sur deux gabbros fournissent un âge de 166 ± 1 Ma (U/Pb sur zircons) et de 165 ± 2,2 Ma (40Ar/39Ar sur amphiboles). L'âge Bathonien (Jurassique moyen) ainsi que la composition géochimique et isotopique des gabbros indiquent que le matériel ophiolitique est contemporain du déclenchement de l'accrétion océanique de l'océan Liguro-piémontais. Cet âge est par ailleurs corroboré par la datation des radiolarites ce qui en fait les plus anciennes radiolarites de la Téthys alpine avec celles de la nappe de Balagne en Corse. Les terrains de la nappe des Gets se distinguent aussi des autres nappes des Préalpes par un gradient métamorphique plus élevé qui atteint le stade de l'anchizone (250-300 °C). La présence d'une croûte océanique démantelée et présente sous forme de blocs dans un mélange tend à décrire la nappe des Gets comme une séquence sédimentaire de prisme d'accrétion,.

### Mélanges préalpins

#### Mélange infra-brèche

##### Olistolithes paléozoïques
Des olistolithes de roches sédimentaires paléozoïques sont localisés dans la région de Taninges. Ils furent initialement considérés comme la semelle de la nappe de la Brèche puis rattachés à l'Ultrahelvétique,. Les séries sédimentaires ont été subdivisées en trois faciès qui décrivent des milieux de dépôts continentaux et se répartissent entre le Carbonifère et peut-être le Trias inférieur. Ces séries ont aussi été associées par erreur à des grès triasiques de la région de Sommand,.
Le plus ancien correspond à des grès (arkose) micacés de couleur rouille, faiblement cimentés par de la calcite et entrecoupés par interbancs de schistes sombres à plus ou moins riches en débris charbonneux. Les grès présentent aussi des débris de végétaux sur les faces inférieures et supérieures. Un tronc de Calamites a même été trouvé en position de vie, soit perpendiculairement à la stratification. Les nombreuses figures sédimentaires (stratifications entrecroisées, bancs en biseau et figures de charge) soulignent un milieu de dépôt fluviatile. Les interbancs charbonneux comportent de nombreux fossiles de végétaux qui ont fait l'objet de plusieurs déterminations et fournissent un âge Westphalien supérieur. Une étude palynologique a précisé l'âge au Westphalien A soit l'actuel Bashkirien, mais un âge Westphalien C n'est pas exclu aussi. Les végétaux identifiés affilient ce faciès aux bassins houillers du Briançonnais. Les dépôts sont décrits comme des bassins limniques où prédominent des étangs et marécages dans un environnement forestier. Ces couches ont par ailleurs fait l'objet d'une exploitation de charbon au XIXe siècle.
Le second faciès correspond au Verrucano qui consiste ici en des micropoudingues faiblement micacés, de couleur variés (lie-de-vin à vert) et associés à des intervalles schisteux. Les micropoudingues comportent des clastes de la granulométrie centimétrique (« des galets, gros comme des noix ») de roches volcaniques considérés comme des rhyolites. Ce faciès se présente sous forme d'affleurement isolé et aucun contact claire n'a pu être déterminé avec le carbonifère. Il est par défaut daté du Permien.
Enfin le troisième faciès décrit des quartzites qui se répartissent entre des faciès grossiers à sa base et des quartzites fines vers le sommet, le toit de l'unité étant composé de grès grossiers verdâtres. Les quartzites présentent des nombreuses figures sédimentaires fluviatiles (stratifications obliques, chenaux, discontinuité latérale) tandis que quelques bases de bancs présentent des polygones de dessication. Cette série est azoïque et est supposé être du Trias inférieur par comparaison avec des séries équivalentes, bien que l'on ne puisse exclure aussi un âge Permien supérieur. Le contact avec le Verrucano n'est pas connu en raison de la présence d'une lacune de visibilité, notamment à la carrière de Sous-le-Rocher où les quartzites ont été exploités pour la fabrication de silicium à destination des usines du Giffre.

### Différences avec les Préalpes romandes
Les Préalpes romandes constituent le lobe oriental de la klippe pennique des Préalpes, tandis que le massif du Chablais en constitue le lobe occidental. Bien que constitué des mêmes unités tectoniques, ces deux reliefs présentent plusieurs différences qui sont du nord au sud :
- l'Helvétique supérieur est bien plus développé dans les Préalpes romandes et particulièrement sur la bordure externe où il affleure de part et d'autre de nappe du Gurnigel (Les Pléiades, Bulle)[39], équivalent de la nappe des Voirons ;
- la nappe de la Brèche affleure principalement dans le massif du Chablais. Elle est plus étroite dans les Préalpes romandes, subdivisées en deux unités par les  écailles tectoniques de la nappe des Préalpes médianes rigides et en grande partie recouverte par les nappes supérieures des Préalpes[1]. La structure en synforme que l'on rencontre dans le massif du Chablais est ainsi absente ;
- les nappes de la Sarine et de la Simme (nappes supérieures des Préalpes) sont bien plus développées dans les Préalpes romandes que dans le massif du Chablais où leur extension est très limitée. Ces deux nappes sont nommées en références aux rivières de la Sarine et de la Simme où elles affleurent[123] ;
- la zone Submédiane, un mélange considéré comme appartenant au Pennique moyen[153], est uniquement décris dans les Préalpes romandes où elles affleurent sur la bordure interne, sous les nappes des Préalpes médianes ;
- la nappe du Niesen située sur la bordure interne des Préalpes romandes (entre le village des Diablerets et Frutigen) est absente dans le massif du Chablais. Cette nappe correspond au domaine externe du Valaisan (Pennique inférieur)[154]. Elle est intercalée entre les dépôts de la zone Submédiane et les mélanges de l'Helvétique supérieur ;
- enfin les nappes penniques et de l'Helvétique supérieur des Préalpes romandes sont charriées sur le complexe de nappes du Wildhorn (anciennement super-nappe du Wildhorn) représentées ici d'ouest en est par la nappe de Morcles, de Sublage, du Drusberg et de l'Axen. Cet ensemble de nappes forme en partie les reliefs des Alpes bernoises qui se distinguent par leur altitude supérieure à 3 000 m.

## Structures géomorphologiques

### Accidents tectoniques

#### Chevauchements

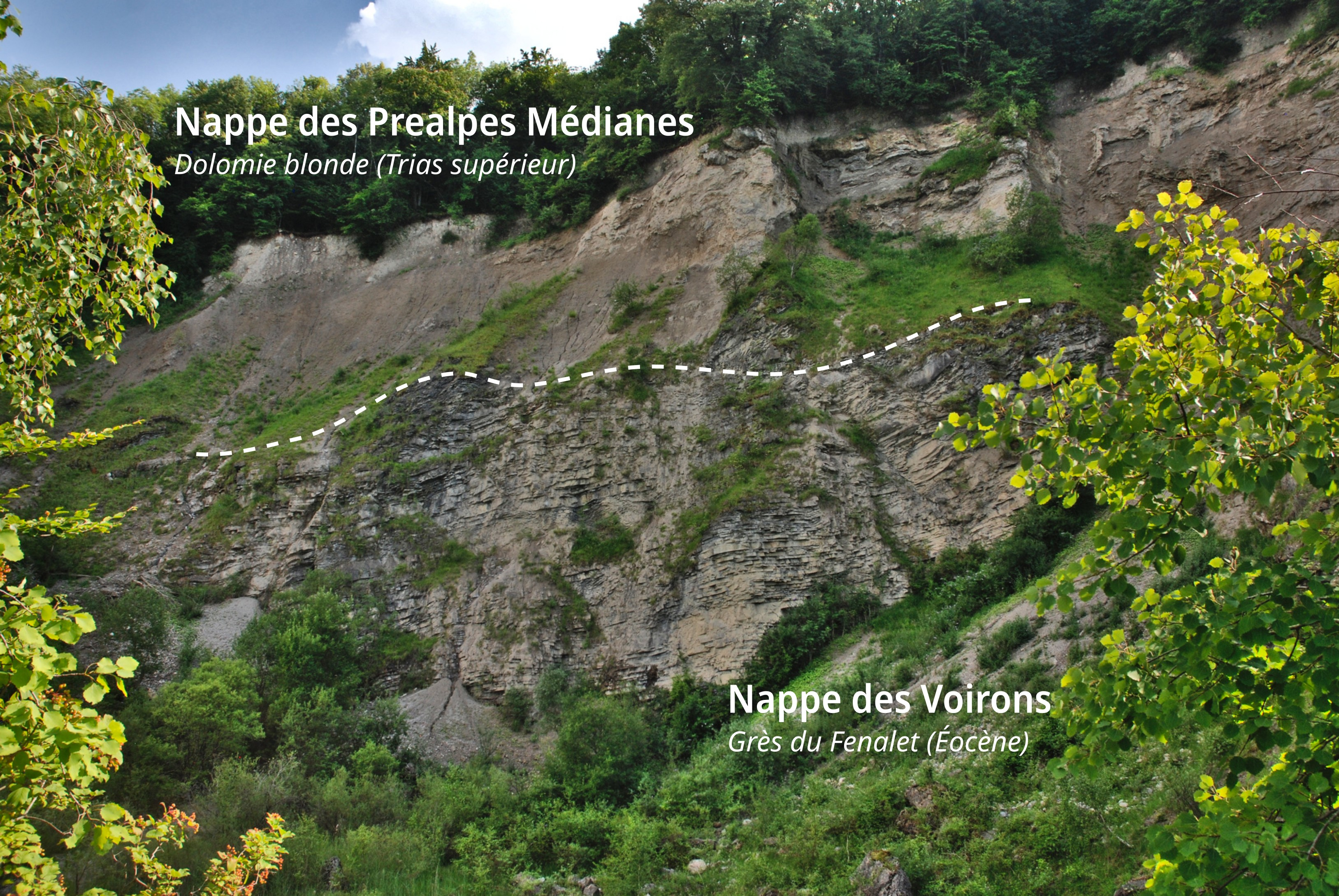
Contact tectonique entre la nappe des Préalpes médianes (dépôt massif sans stratification) et la nappe des Voirons (bancs décimétriques entrecoupés d'intervalles schisteux) à la carrière du Fenalet (Valais).

Deux types de chevauchements peuvent être identifiés : les chevauchements principaux correspondent à des contacts tectoniques entre nappes tandis que les chevauchements secondaires délimitent des contacts entre écailles tectoniques d'une même nappe. 
Les premiers se traduisent régulièrement par la présence de mélanges, autrefois dénommés « wildflysch » ou « flysch à lentilles ». Ces chevauchements n'affleurent pas car ils mettent en contact des séries sédimentaires formant des reliefs relativement mous (dolomie/cargneule du Trias, couches rouges et flysch crétacés à éocènes), tout comme les mélanges au rendu géomorphologique similaire. Dans la région d'Essert la Pierre, l'érosion des unités de la nappe de la Brèche permet d'exposer les unités sous-jacentes de la nappe des Préalpes médianes au travers d'une fenêtre. La carrière du Fenalet (Saint-Gingolph) est l'un des rares affleurements permettant d'observer un contact tectonique, en l’occurrence entre la nappe des Préalpes médianes plastiques (cargneule affilié à la Dolomie blonde du Carnien ou Norien) et la nappe des Voirons (grès du Fenalet de l'Éocène),. 
Les chevauchements secondaires se rencontrent préférentiellement dans la nappe des Préalpes médianes où ils marquent une rupture dans le plissement de la nappe (nappe des Préalpes médianes plastiques) ou délimite un train d'écailles tectoniques (nappe des Préalpes médianes rigides). Dans le vallon d'Oche, un chevauchement secondaire localement suit le tracé de l'Ugine où il met en contact le Jurassique inférieur de l'écaille de Pelluaz avec le Jurassique supérieur à Éocène de l'écaille de la dent d'Oche.

#### Décrochements
Les décrochements accommodent des différences de contraintes auxquelles sont soumis les nappes du massif du Chablais. Si certains de ces décrochements ont une influence restreinte aux nappes, d'autres plans de faille s'inscrivent dans un cadre de déformation plus régionale en s'étendant jusque dans le bassin d'avant-pays nord-alpin. Ces plans de faille ont une orientation générale nord-sud et un déplacement variable. La majeure partie des décrochements identifiés sont situés dans la moitié nord.

### Falaises
À l'image des autres reliefs préalpins, les falaises sont préférentiellement associées aux unités calcaires et notamment à la nappe des Préalpes médianes. Elles sont associées à des plissements ou des chevauchements et sont en conséquence généralement orientées selon un axe NE-SO. Les falaises les plus proéminentes sont celles réparties dans la moitié nord comme la dent d'Oche ou le mont Chauffé et correspondant aux calcaires du Jurassique supérieur. Dans la moitié sud, les falaises sont, à l'exception de quelques reliefs, moins marquées dans le paysage et d'un aspect plus hétérogène. Elles sont taillées dans la nappe de la Brèche que ce soit la Brèche inférieure (pointe de Marcelly, mont Brion, pointe de Vorlaz) ou la Brèche supérieure (roc d'Enfer, mont de Grange). Leur stratigraphie, constituée d'un empilement de bancs calcaire à bréchique et alternant parfois avec des intervalles schisteux, explique qu'elles soient moins visibles car partiellement couvertes de végétation. Enfin, quelques rares falaises sont creusées dans les flyschs des nappes supérieures des Préalpes et sont restreintes localement comme le versant nord-ouest de la pointe de Cercle ou sous les chalets de Lens.

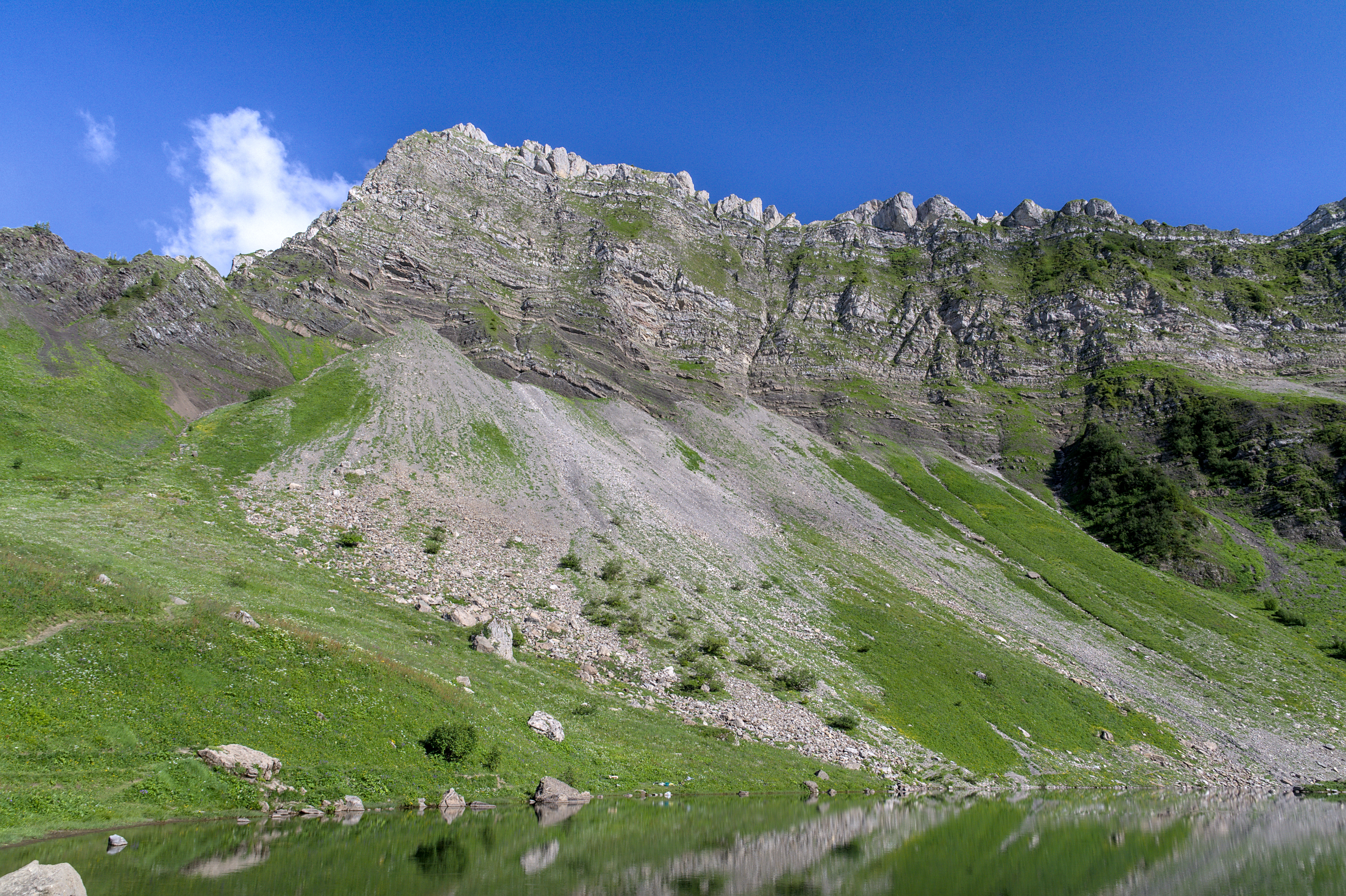
Petite pointe de Piron (gauche) et barre rocheuse surplombant le lac de Tavaneuse et appartenant aux schistes ardoisiers de la nappe de la Brèche.
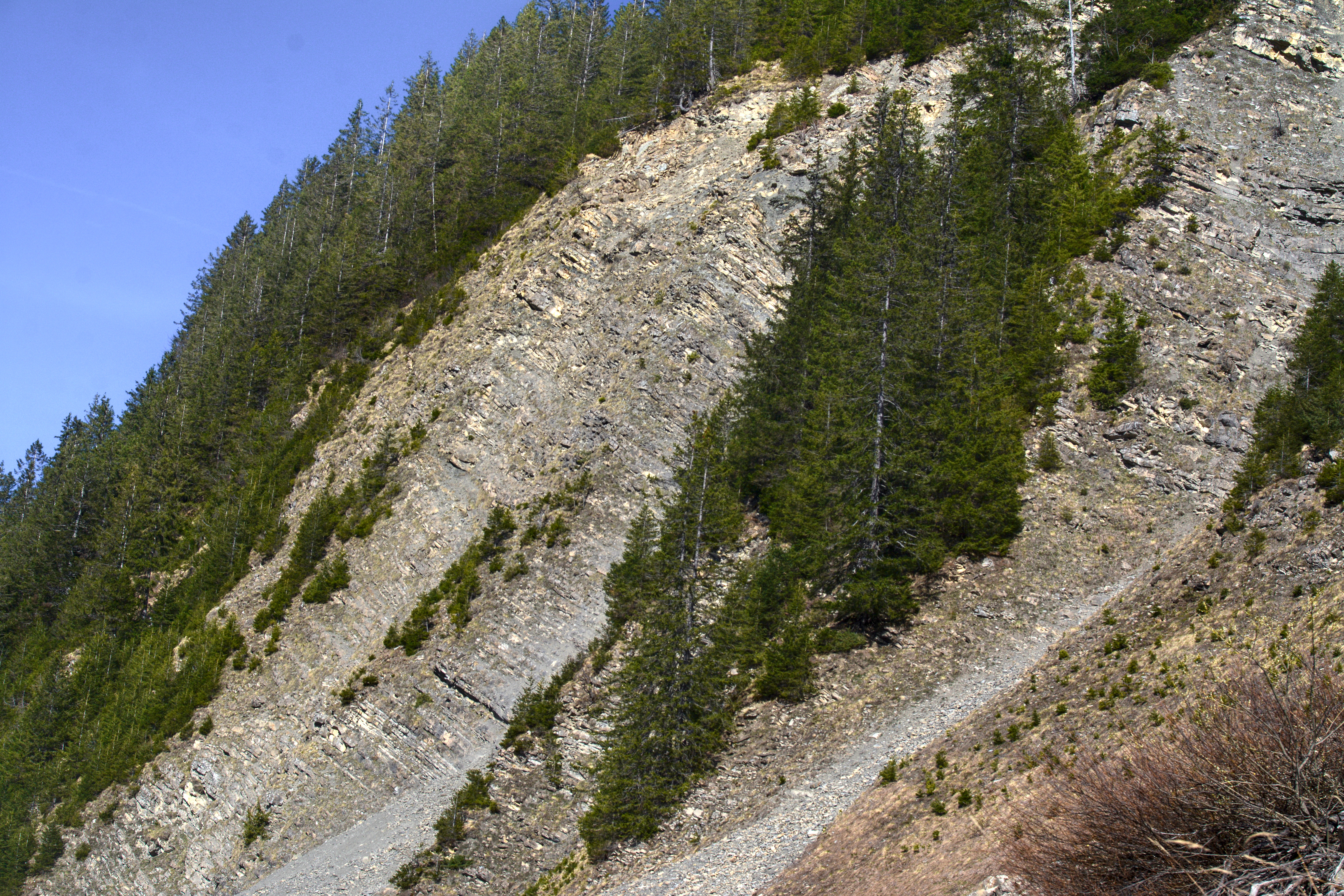
Détail de la falaise de la formation du Biot (nappe des Dranses) sous la pointe de Cercle. Les bancs présentent un pendage de 40° vers le sud-est.

### Karsts
Les karsts se rencontrent presque exclusivement dans les séries du Jurassique de la nappe des Préalpes médianes où plusieurs cavités sont répertoriées. Ce réseau karstique sert aussi d'écoulement souterrain et explique les nombreuses pertes (lac de Darbon, lac de Pététoz) et résurgences. La grotte du Baré est la seule cavité naturelle du massif du Chablais où une présence humaine préhistorique est relevée. À la pointe d'Ireuse, plusieurs cavités karstiques verticales ont servi de stockage de neige pour approvisionner les alpages en eau l'été. Quelques cavités naturelles sont aussi répertoriées dans la Brèche inférieure de la nappe de la Brèche (Montriond).

### Plis
À l'image des chaînes plissées d'avant-pays, le massif du Chablais est constitué d'un alignement de plis dont la surface axiale est orientée est-ouest selon un arc de cercle. La nappe des Préalpes médianes plastiques et la nappe de la Brèche structurent l'ensemble des plis. Les nappes supérieures des Préalpes ont été plissées conjointement avec les nappes sous-jacentes tandis que la nappe des Voirons décrit un pli conique ouvert. Les plis sont concentrés dans la moitié nord et s'étendent jusqu'au pli frontal de la nappe de la Brèche. Au-delà, la nappe des Préalpes médianes rigides est constituée d'un ensemble d'écailles plus ou moins isoclinales et par la synforme de la nappe de la Brèche. Ce sont pour la plupart des plis non-cylindriques dont la longueur n'excède pas quelques kilomètres et se relaient sur toute la largeur du massif du Chablais. Dans la nappe des Préalpes médianes plastiques, ce sont les calcaires du Jurassique supérieur qui contrôlent la géométrie des plis, au point que certains sont vraisemblablement faillés en profondeur pour accommoder la déformation de l'épaisse dalle calcaire du Jurassique supérieur. Lorsque le cours des rivières présentent un cheminement plus ou moins sud-est - nord-ouest (Dranses et Brevon), le recoupement des plis façonne des cluses qui sont régulièrement dissimulées par la forte couverture forestière.
Parmi les plis notables, on distingue du nord au sud : 
- le synclinal perché des Mémises : ce pli est bien visible depuis le mont Baron et dans une moindre mesure depuis le mont César. La trace axiale présente un cintrage vers le nord qui se manifeste par la présence de failles normales listriques sur la paroi nord pour accommoder la déformation[156]. La dalle calcaire peut par ailleurs être traversée dans son épaisseur par le col de Petuis au nord ou par l'intermédiaire d'une échelle au sud ;
- le synclinal perché des Cornettes de Bise : ce pli est particulièrement mis en évidence par la présence de Couches Rouges pincés au cœur du pli. Le pli est par ailleurs déjeté vers le nord ce qui fait que le sommet des Cornettes de Bise se trouve sur le flanc renversé du pli ;
- l'anticlinal de la pointe d'Autigny : il s'agit de l'un des plis les mieux visibles dans le paysage grâce à sa taille et sa voûte calcaire du Jurassique supérieur qui ressort bien tandis que son cœur en Jurassique inférieur est largement dissimulé par la végétation. Contrairement aux précédents plis, celui de la pointe d'Autigny constitue l'une des cluses de la Dranse d'Abondance en rive droite. Son pendant en rive gauche n'est cependant pas visible en raison d'une plus forte couverture forestière ;
- l'anticlinal frontal de la nappe de la Brèche (ou anticlinal du roc d'Enfer) : il constitue le pli le plus méridional que l'on peut observer dans le massif du Chablais et se distingue par son appartenance à la nappe de la Brèche. Sa charnière est en grande partie démantelée et seuls les flancs du plis demeurent visibles, laissant apparaitre les séries plus jeunes (combe de Graydon, région de Sommand) voire le toit de la nappe des Préalpes médianes (Essert-la-Pierre). Elle est uniquement visible au roc d'Enfer et l'on peut l'observer depuis l'extrémité ouest de la combe de Graydon ou la pointe d'Uble.

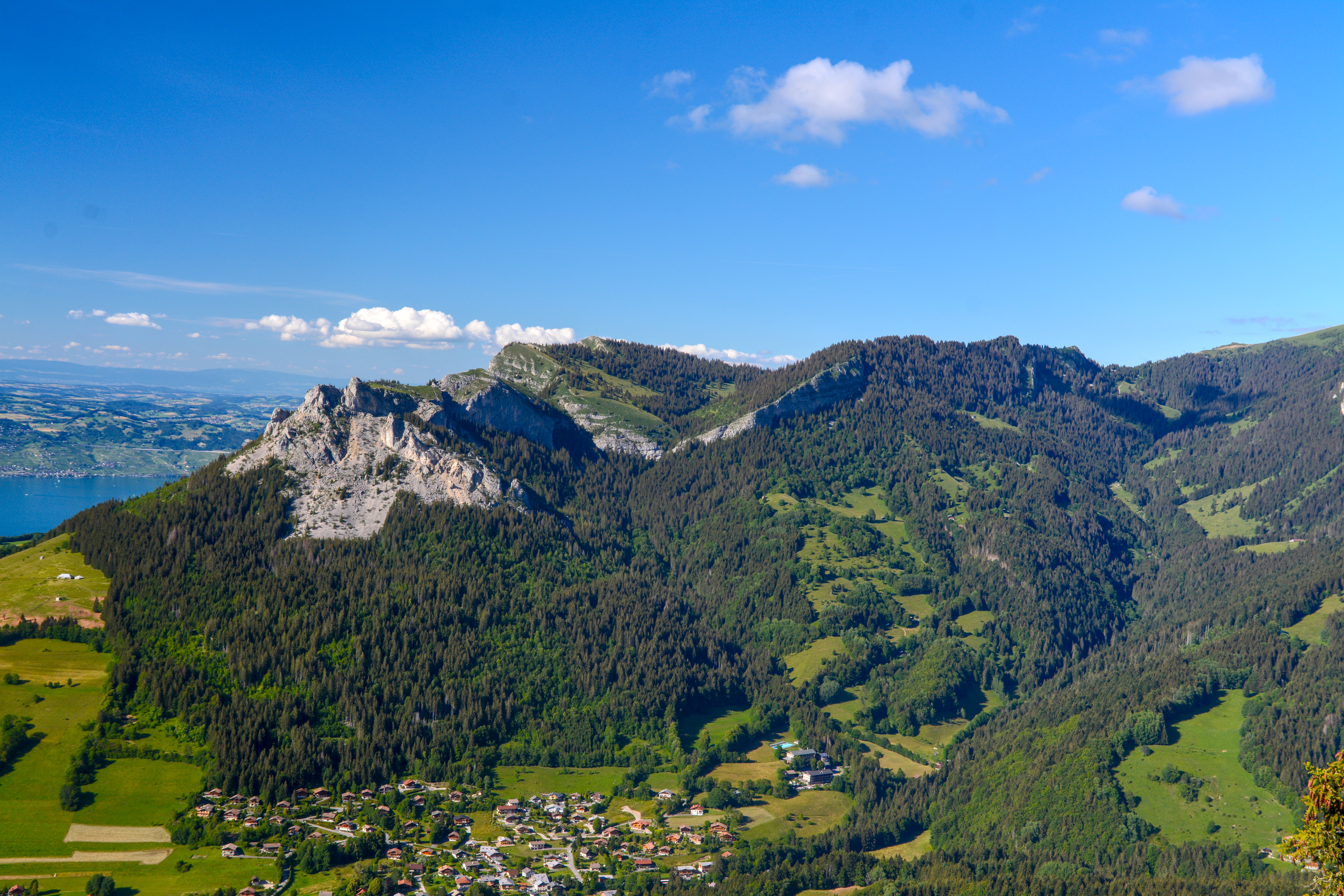
Vue depuis le mont Baron sur le synclinal perché des Mémises. La géométrie de la falaise est plus accentuée que ne l'est la géométrie du pli. Les couches sont plus horizontales et l'érosion a surcreusé la charnière du pli formant un vallon encaissé.
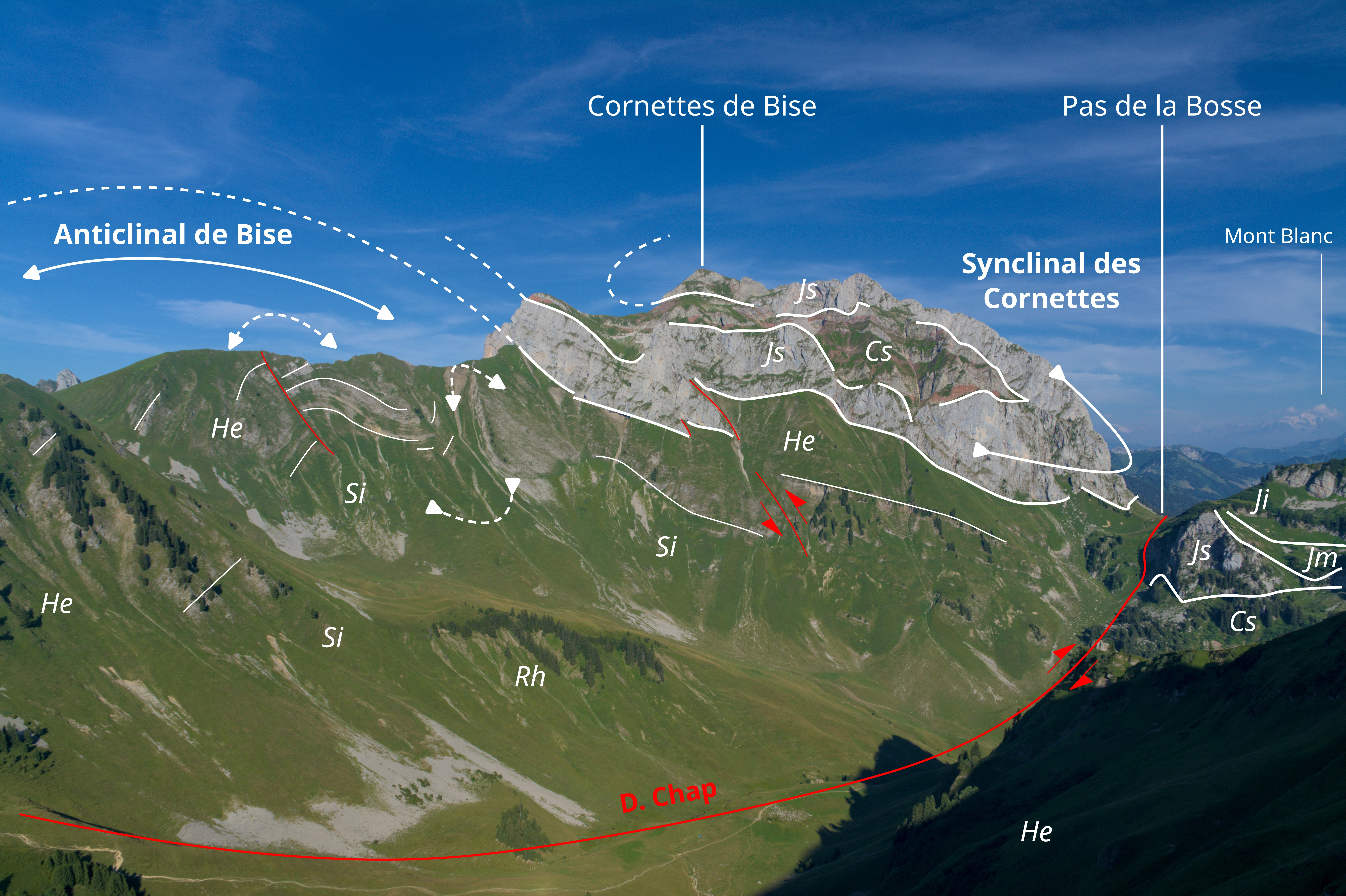
Vue depuis la pointe des Fires sur le synclinal déjeté et perché des Cornettes de Bise. Rh : Rhétien, Ji : Jurassique inférieur indifférencié, Si : Sinémurien, He : Hettangien, Jm : Jurassique moyen, Js : Jurassique supérieur, Cs : Crétacé supérieur à Éocène, D. Chap : décrochement dextre de la Chapelle d'Abondance.
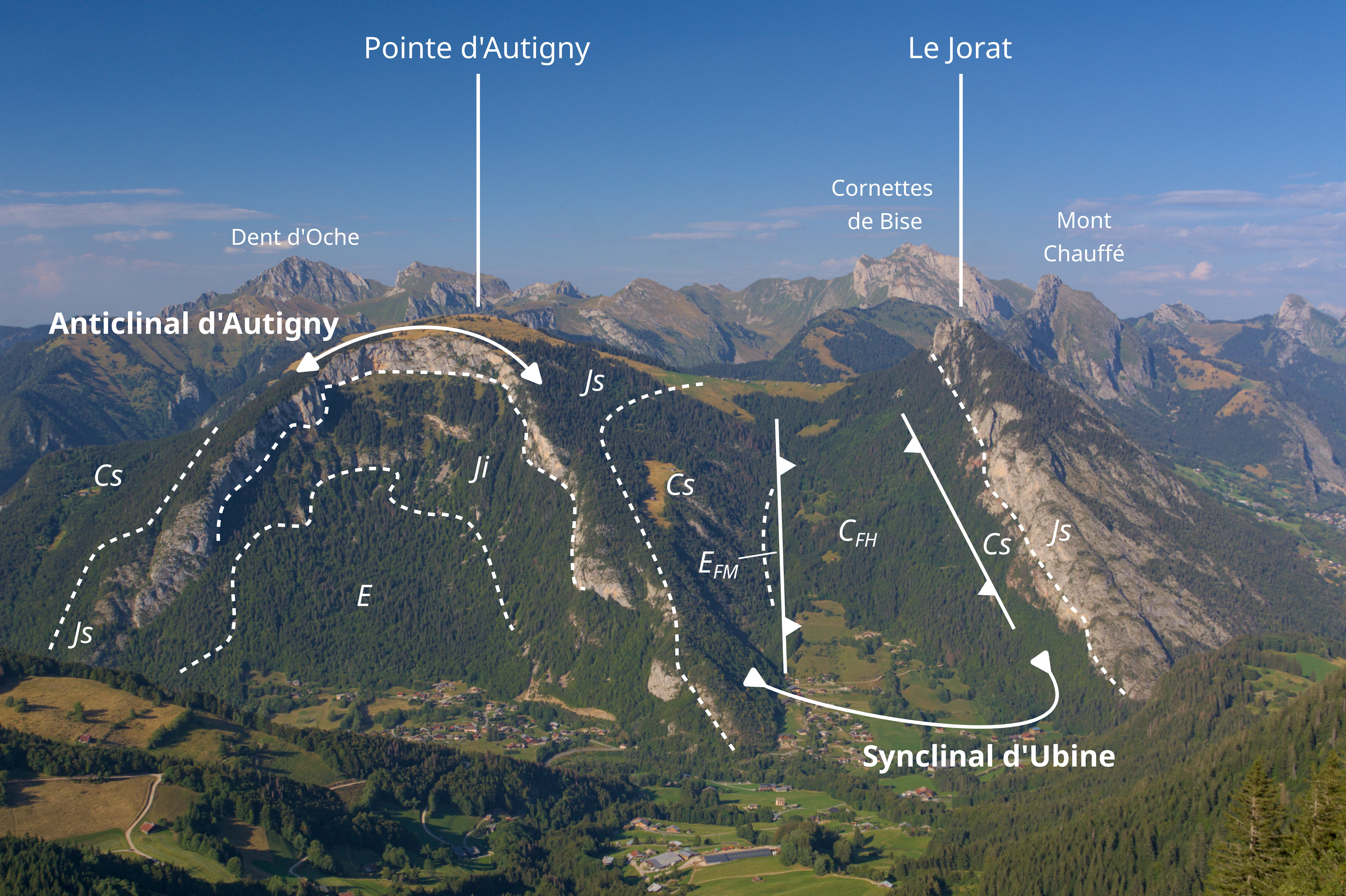
Vue depuis la pointe de la Croix sur l'anticlinal d'Autigny. E : éboulis, Ji : Jurassique inférieur, Js : Jurassique supérieur, Cs : Crétacé supérieur à Éocène, EFM : flysch éocène des Médianes et CFH : formation du Biot (flysch à Helminthoïdes) de la nappe des Dranses.

## Ressources
L'essentiel des ressources naturelles exploitées se concentre sur le pourtour du massif du Chablais et le Bas-Chablais, à l'exception des ardoisières et de quelques mines de charbon. Cette distribution s'explique par la plus grande facilité d'accès aux gisements et à une exportation plus aisée vers les sites de consommation. Plusieurs de ces ressources (charbon, grès et gypse) ne sont plus exploitées et les sites d'extraction font parfois l'objet de mesures de protection. À ces ressources, il convient de rajouter l'exploitation de la « houille blanche » (hydroélectricité) organisée autour de l'usine de Bioge.

### Ambre
De l'ambre a été identifié dans les collines d'Allinges (nappe des Voirons). Ces nodules dispersés dans les bancs de grès et les intervalles marneux charbonneux sont décrits pour la première fois par Gabriel de Mortillet en 1863 et sont dénommés « allingite » dès 1894. L'allingite présente une coloration variable depuis le jaune clair au brun foncé en passant par des teintes orangées, elle est transparente à translucide. Les nodules sont relativement fragiles et ont tendance à être régulièrement fendillés ce qui les rend inappropriés pour la taille. Ainsi, les perles en ambre identifiées dans une nécropole découverte à Douvaine (15 km à l'ouest) ne semblent pas être de l'allingite. Aucun fossile d'invertébré n'y a été découvert mais les débris organiques sont nombreux. L'ambre est considéré ici comme allochtone car produit sur la terre ferme puis transporté jusqu'à son milieu de dépôt définitif en milieu marin.
Les premières analyses révèlent l'absence de bornéol, d'acide succinique et d'acide abiétique et une forte teneur en souffre ce qui la place dans le groupe des retinites (en). Le spectre infrarouge montre des différences avec celui de l'ambre de la Baltique, et désigne les Pinaceae comme source de l'ambre. Le degré de maturation de l'allingite semble aussi plus élevée que celui de l'ambre de la Baltique d'après la spectroscopie Raman. Sa couleur de fluorescence est blanc verdâtre sous un rayonnement UV à ondes longues (365 nm) et blanc jaunâtre sous des UV à ondes courtes (254 nm),,. Sa densité est estimée à 1,076 et son point de fusion à 300 °C.
De nos jours, le gisement est épuisé en raison d'une extraction abusive et seuls de rares pointements de nodules sont rapportés comme à Saint-André-de-Boëge. Cette résine fossile est cependant signalée dans les unités équivalentes de la nappe du Gurnigel,, sous le terme de « planfayonite » en référence à la localité de Planfayon (canton de Fribourg) où les gisements ont été identifiés,. Ces nodules se distinguent par la présence de restes de diptères, d'hyménoptères et de plantes à feuilles caduques qui témoignerait d'une forêt en zone humide. Sa composition chimique est très proche de celle de l'allingite et possède donc la même origine botanique,.

### Ardoise
Des ardoises sont exploitées dans la vallée de la Dranse de Sous le Saix, aujourd'hui dénommée vallée des Ardoisières, à Morzine. Cette vallée est le dernier site d'une zone d'extraction qui s'étendait auparavant à Montriond et Châtel. Elle est par ailleurs l'un des derniers sites d'exploitation d'ardoise en France. Il ne s'agit pas d'ardoise au sens propre car il n'y a pas d'unité métamorphique dans le massif du Chablais. Il s'agit en réalité d'un filon de calcaire plaqueté de quelques mètres d'épaisseur situé à la base de la Brèche inférieure (nappe de la Brèche) qui offre la particularité de se débiter comme une ardoise.

#### Ardoisières de Morzine
L'exploitation des ardoisières de Morzine débute au XVIIIe siècle, l'église Sainte-Marie-Madeleine de Morzine est l'une des premières bénéficiaires en 1734, suivie par des maisons bourgeoises de la région. Jusqu'à 70 carrières, disséminées le long de la paroi entre Morzine et les Prodains, creusent des galeries et emploient jusqu'à 300 personnes. Cette activité offre alors aux habitants de la vallée un complément de revenu durant la période hivernale (de novembre à avril). Ses nombreuses qualités (longévité importante (plus de 100 ans), grande résistance à l'écrasement (1 500 kg/cm3), insensibilité au gel) en font un matériau très apprécié dans une région au climat relativement rude en hiver et est même exporté au delà de la région de Morzine, sur les marchés de Thonon et de Taninges d'où il était même exporté par l'intermédiaire des tramways du réseau CEN. Cet « or gris » va ainsi représenter une importante manne financière dans la vallée mais aussi occasionner des risques comme les écroulements survenus le 2 mars 1873 et le 3 septembre 1892. À partir des années 1930, l'arrivée du tourisme hivernal (futur « or blanc »), la difficulté du métier puis la concurrence de matériaux moins couteux (bitume, plaque de tôle) entrainent une diminution progressive du nombre d'exploitants, au point que seuls cinq exploitants subsistaient en 2003 puis un seul en 2020.
Plusieurs bancs utiles sont exploités à Morzine :
- le Gros banc est le banc le plus épais (4,5 m d'épaisseur) et le plus exploité ;
- le banc des Sept Pieds de 2,1 m d'épaisseur ;
- le banc de la Loge de 1 m d'épaisseur, présente la roche la plus dure et la plus difficile à tailler mais elle est aussi de qualité inégale ;
- le banc des Lanchettes est plus facile à travailler que le précédent mais il est aussi de moins bonne qualité.

#### Ardoisières de Châtel
Les ardoisières de Châtel sont concentrées sous les falaises surplombant le hameau de Très les Pierres (46° 14′ 56″ N, 6° 48′ 05″ E). Elles sont délimitées par la cascade de l'Essert en amont et le réservoir du ruisseau de Sous les Nants en aval. Les premières traces écrites d'activité remonte à 1867 durant lequel six exploitations sont répertoriées et d'autres, plus anciennes, sont abandonnées. Le banc exploité mesure 2,50 m d'épaisseur et les galeries s'enfoncent jusqu'à 100 m de profondeur dans la roche dans certaines galeries. L'activité d'extraction s'interrompt brutalement le 30 avril 1986, vers 14 h, à la suite d'un écroulement d'un pan de la falaise dont le volume est estimé à 10 000 m3 et qui a obstrué l'entrée de plusieurs galeries. L'instabilité de nombreuses masses et l'absence de purge dans la falaise entraine la fermeture immédiate et définitive des ardoisières par sécurité, et dont seulement trois étaient encore exploitées. Ces instabilités sont liées à la présence de nombreuses fractures dans la roche que l'on retrouve aussi dans les galeries. De précédentes chutes de blocs ont aussi été signalés au début du siècle et dans les années 1970. Outre la falaise, les galeries présentent aussi des instabilités, particulièrement dans les 25 premiers mètres, au niveau du toit ou des remblais qui servent de soutènement. Le volume total des ardoises extraites est estimé à environ 35 millions, tout en considérant que les déchets représentent environ 50 % des volumes extraits dont une partie fut utilisée comme remblais.

### Calcaire
Du fait de la prédominance de roches calcaires dans le massif, plusieurs carrières de calcaire sont exploitées dans le massif du Chablais. Les plus importantes sont situées le long de la route départementale 1005 entre Meillerie et Saint-Gingolph. Elles exploitent des calcaires siliceux sombres (gris foncé à noir) du Jurassique inférieur, connus sous l'appellation de Pierre de Meillerie qui fut utilisée pour la construction de nombreux bâtiments tant sur France que sur Suisse (notamment Genève). Exploités initialement pour fabriquer de la chaux, les premières carrières apparaissent à partir de 1770 avec un apogée entre 1840 et 1874. Les grandes grèves puis l'arrivée du béton entraine la fermeture des carrières en 1939. Leur exploitation reprend à partir de 1972 pour la production de gravats. D'autres carrières exploitent des unités similaires entre les communes de La Tour et de Saint-Jeoire mais leur activité est plus récente (années 1980).
Des calcaires du Jurassique supérieur sont aussi exploités à la carrière de Pombourg (La Forclaz). Il s'agit cette fois, d'une calcaire massif présentant une teinte rougeâtre et affilié aux calcaires noduleux de l'Oxfordien (formation du Torrent de Lessoc). Parallèlement, un gisement parmi ces calcaires noduleux a été exploité sous l'appellation de marbre de la Vernaz. Ce marbre se retrouve dans de nombreux édifices du Chablais français comme la fontaine de l'hôtel de ville de Thonon ou l'église Saint-Jean-Baptiste de Saint-Jean-d'Aulps. On le retrouve aussi dans nombreux éléments de décoration comme des oratoires à La Vernaz ou des bénitiers (vallée d'Aulps, église Saint-Étienne de Cervens). En raison de la faible taille du gisement, il fait l'objet d'une restriction d'exploitation de 200 m3/an.

### Charbon

#### Carbonifère
Les olistolithes carbonifères du mélange infra-préalpin à Taninges ont fait l'objet d'exploitation. Cinq mines sont répertoriées sur la feuille de Samoëns - Pas-de-Morgins qui ont été exploitées de manière artisanale durant le XIXe siècle par Madame de Warens. Elles sont regroupées le long du Foron, en amont de Taninges, à hauteur du hameau d'Avonnex. Deux bancs de charbons ont été identifiés de 40 et 80 cm d'épaisseur mais Gabriel de Mortillet mentionne plusieurs couches atteignant 1 à 1,5 m d'épaisseur. Ils correspondent à des intervalles de schistes charbonneux séparant les bancs de grès d'âge pennsylvanien. Le gisement n'est cependant pas considéré d'un grand intérêt industrielle et s'avère surtout connu pour ses plantes fossiles.

#### Couches àMytilus

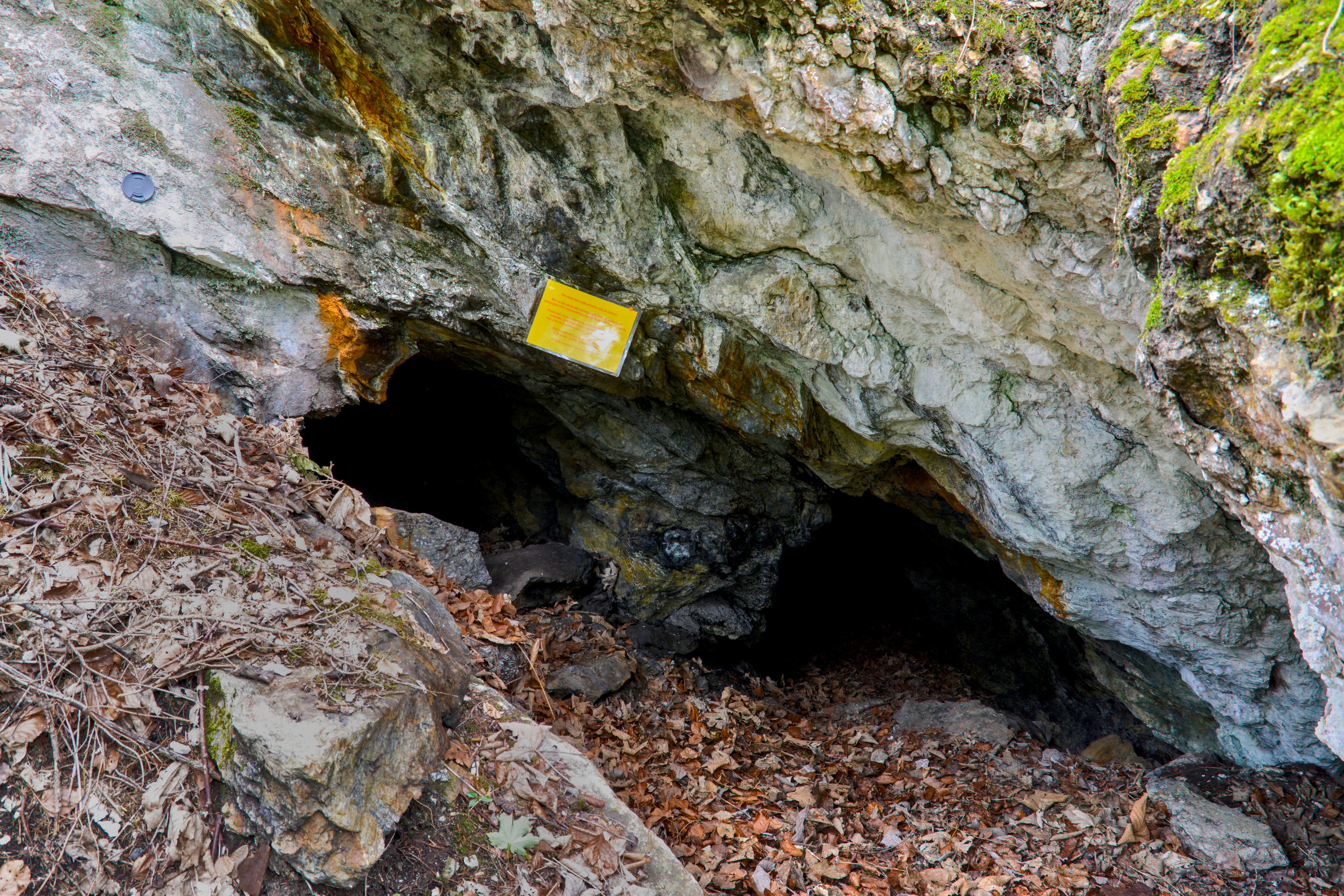
Mine de charbon de la Fogière (Bonnevaux) creusée dans les couches à Mytilus. Le bouchon d'objectif (77 mm) à gauche sert d'échelle.

Les couches à Mitylus (nappe des Préalpes médianes, Jurassique moyen) ont localement fait l'objet d'exploitation de charbon ou de houille dans plusieurs localités au XIXe siècle. La consommation de charbon des forges et fours (briques, tuiles, chaux) de l'industrie installée sur les rives du Léman ainsi que la navigation à vapeur sur le lac motivent leur extraction. Elle permet aussi à de nombreux paysans d'obtenir un complément de salaire en hiver durant une période où l'émigration en Valais ou en Argentine était courante. L'activité d'extraction se focalisait en été lorsque les payasans montaient aux alpages avec leur troupeau tandis que l'acheminement en vallée s'effectuait en hiver. 
Les couches à Mitylus comportent de nombreuses couches charbonneuses qui décrivent un environnement de marais côtier. Léon Moret étudie les charbons du gisement de Vacheresse et en conclut qu'il est de bonne qualité avec 81,47 % de carbone et le décrit même comme « surpassant les meilleurs de France » tandis que Gabriel de Mortillet considère les charbons du Chablais comme « d'excellente qualité ». On recense les mines suivantes :
- la mine de la Fogière/Centfontaines (46° 18′ 12″ N, 6° 41′ 02″ E[180]) à Bonnevaux. Les couches ont une épaisseur qui oscille entre 18 cm et 1 m d'épaisseur[179] ;
- la mine de Darbon[note 18] (46° 19′ 39″ N, 6° 43′ 38″ E[183]) dans le vallon éponyme sur Vacheresse. La couche ferait 1 m d'épaisseur et se situerait « à fleur de terre »[179]. L'entrée de la mine s'est ensuite effondrée et un léger talweg dans le paysage permet d'identifier son tracé[183]. Elle est depuis recouverte partiellement par des éboulis provenant d'un éboulement qui a eu lieu en début d'année 1995 ;
- la mine de la Callaz (⁠46° 19′ 44″ N, 6° 47′ 43″ E[184]) à La Chapelle-d'Abondance. Creusée sur le versant sud des Cornettes de Bise aux chalets Toper[note 19], elle se situe à plus de 2 000 m d'altitude et son entrée s'est depuis effondrée[184]. Les couches ont une épaisseur comprise entre 15 et 45 cm[179] ;
- la mine à Novel sous la dent d'Oche[185] ;
- la mine de Combres (⁠46° 19′ 56″ N, 6° 48′ 11″ E[186]) au col de Chaudin sur Vouvry, en Valais[187]. Elle présente aussi la particularité de se situer à environ 2 000 m d'altitude.

Horace Bénédict de Saussure décrit lors de son voyages dans les Alpes en 1779 la présence de plusieurs mines fournissant un charbon d'excellente qualité et dont la plus importante se situerait au-dessus des chalets de Bise. Une première tentative d'extraction à la mine de Darbon est menée en 1791 par des immigrés français alors que le territoire fait partie du royaume de Sardaigne mais est rapidement interrompue par l'occupation française en 1792. La mine des chalets Toper est découverte par le minéralogiste Claude François Delafaye en 1823 et une concession est obtenue le 4 octobre 1825 à Delafaye et Dessaix. Un filon de 35 à 40 cm d'épaisseur est exploité, coincé entre deux bancs calcaires et entrecoupé par des « filons de terre noire ». La mine de la Fogière obtient ensuite une concession le 28 avril 1840 aux ayant-droits de Saint-Victor et de Gallay, celles de Neuten (Novel) sous la dent d'Oche, le 6 février 1858 à M. Crouy-Chanel et enfin celle de Darbon, le 9 juillet 1839 à Madame Châtillon,. Cette dernière produit jusqu'à mille tonnes de charbon par an à partir d'un filon de 20 à 30 cm de « bonne houille ». La mine de Combres est décrite par Philippe de La Harpe puis par Alphonse Favre. Ce dernier décrit aussi la mine d'Arbon (sic) et reprend la coupe stratigraphique qu'Élie de Beaumont avait réalisé précédemment. L'analyse de sa houille indique un pouvoir calorifique de 5 018 calorie proche des 6 000 à 6 500 calorie des houilles de la région de Saint-Étienne. 
La durée d'activité de ces mines demeure cependant courte. Les difficultés d'accès et de transport entrainaient notamment un coût de revient trop élevé pour pérenniser l'activité, auquel se rajoute la dislocation tectonique des niveaux de charbon. La mine de la Callaz est revendue en 1829 puis cesse son activité en 1850 en raison des difficultés d'accès à la mine inhérente à son altitude,. Celle de Darbon est reprise en 1848 mais est finalement abandonnée en 1853 car elle ne permettait pas de payer les frais d'exploitation. La mine de Combres n'aurait été exploitée que dans les années 1850-1860 puis abandonnée à la suite de l'arrivée du chemin de fer qui facilita l'importation de charbon étranger à bas coût. Plus aucune concession n'est ainsi en activité vers 1864.

#### Dépôts glaciaires
Un petit filon de lignite fut exploité vers Armoy par le baron Saladin de Lubière, exploitant de la plâtrière d'Armoy. Le gisement se situait en rive gauche de la Dranse dans les dépôts glaciaires quaternaires des terrasses de Thonon. Il s'agissait d'une couche de 1,5 m d'épaisseur de 300 m de long, constituée notamment de bois fossile et de « cônes de sapin » peu altérés. Le filon a été complètement exploité dans les années 1860 et a depuis disparu. Il servait à alimenter les fours pour la cuisson du gypse malgré sa mauvaise qualité. Des recherches pour l'extraction de charbon ont aussi été entreprises sur Féternes, au lieu-dit Cusy, au XIXe siècle.

### Grès

#### Matériaux de construction
Deux débouchés distincts ont conduit à l'exploitation de grès dans le massif du Chablais, tous deux principalement localisés dans la nappe des Voirons. La première a notamment profité de la répétition en bancs peu épais du grès des Voirons pour produire des matériaux de construction et bordure de trottoir. L'extraction s'est focalisée sur le flanc nord-ouest des Voirons où plusieurs carrières ont été exploitées à Bons-en-Chablais, Saxel (route départementale 20), ainsi qu'à Fillinges (route départementale 907). Toutes ces carrières ont été progressivement abandonnées jusque dans les années 1970 et sont envahies par la végétation, au point de n'être plus visibles.

#### Meulières

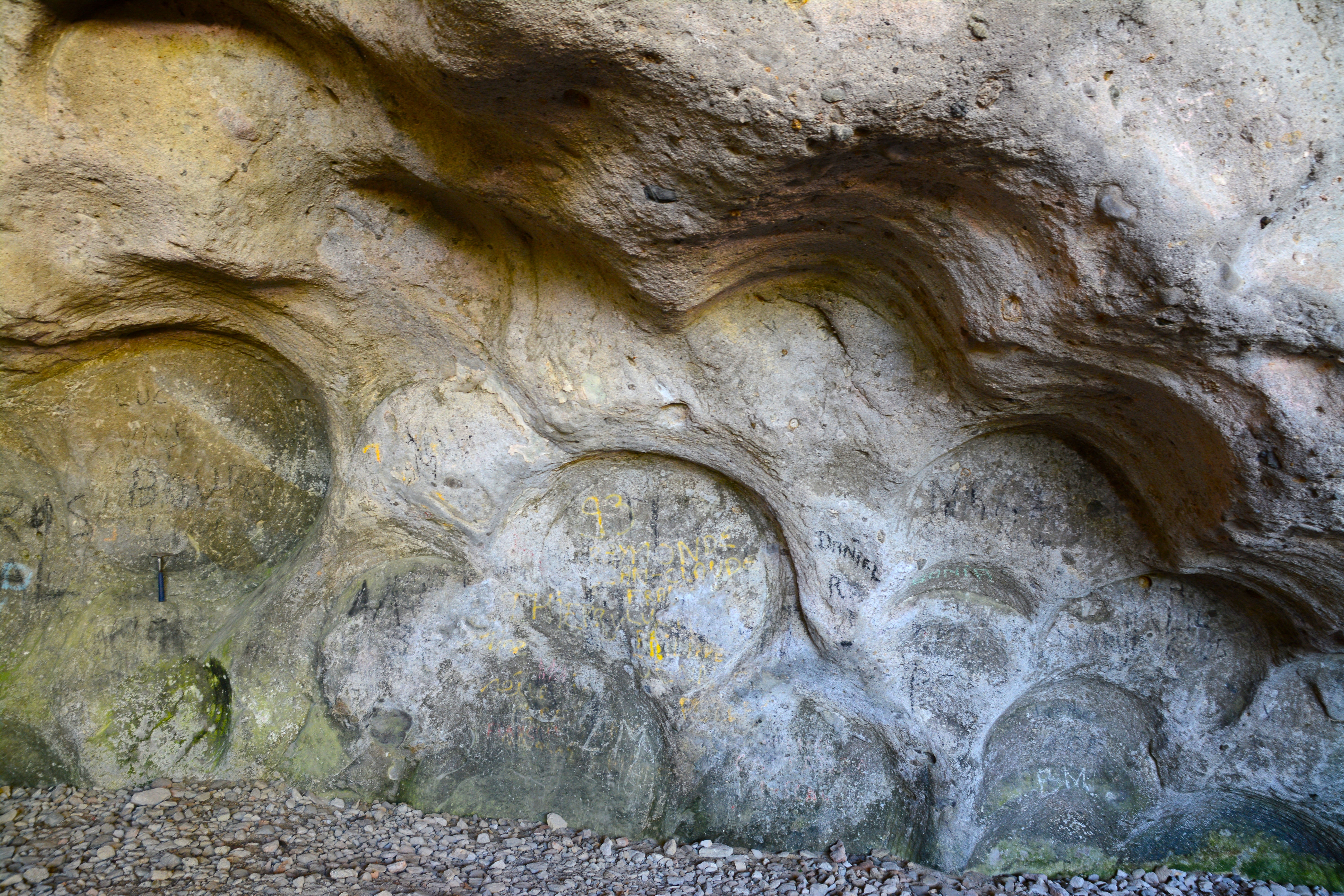
Empreintes d'excavation de meule à la meulière de Grande Gueule. Le marteau (manche bleu) à gauche donne l'échelle.

La seconde activité est liée à la production de meules et demeure plus marquée dans le paysage. Les sites d'extraction sont concentrés dans le conglomérat du Vouan qui offre des bancs de grès massifs et métriques nécessaires à la taille des meules. Ils sont concentrés au mont de Vouan mais quelques sites sont aussi présents sur le versant sud-est des Voirons où elles font l'objet d'un classement aux monuments historiques depuis respectivement le 11 mars 2009, et le 5 février 2009 car elles constituent le plus important site d'extraction de meules des Alpes. D'autres meulières ont aussi été identifiées aux collines des Allinges, sur le site de Château d'Allinges-Neuf et à la grotte aux Loups, mais elles ne font pas partie du périmètre de protection.
La taille des meules impose au préalable de dégager la forme circulaire des meules puis de creuser pour obtenir l'épaisseur souhaitée. La meule était enfin dégagée du substrat rocheux en plantant des pieux en bois à l'arrière puis en les imbibant d'eau pour les faire gonfler. Les meules étaient extraites en file indienne formant ainsi d'importants tubes encore visibles de nos jours. Les meulières ont été exploitées depuis le Moyen Âge pour soutenir une soutenir une consommation à base de céréales, importante à l'époque. L'activité cesse au début du XXe siècle avec l'arrivée du chemin de fer et la concurrence des meules du bassin parisien moins chères. Elles ont depuis fait l'objet de plusieurs chantiers de fouilles archéologiques menés par le laboratoire de recherche historique Rhône-Alpes (Larhra) de l'École normale supérieure de Lyon.

#### Quartzite
Les quartzites triasiques du mélange infra-préalpin ont été exploités à la carrière de Sous-le-Rocher (46° 06′ 44″ N, 6° 34′ 37″ E), dans la région de Taninges,. Ils servaient à alimenter les besoins en silicium des usines électrochimiques du Giffre. Elles furent en activité au moins durant les années 1920.

### Gypse

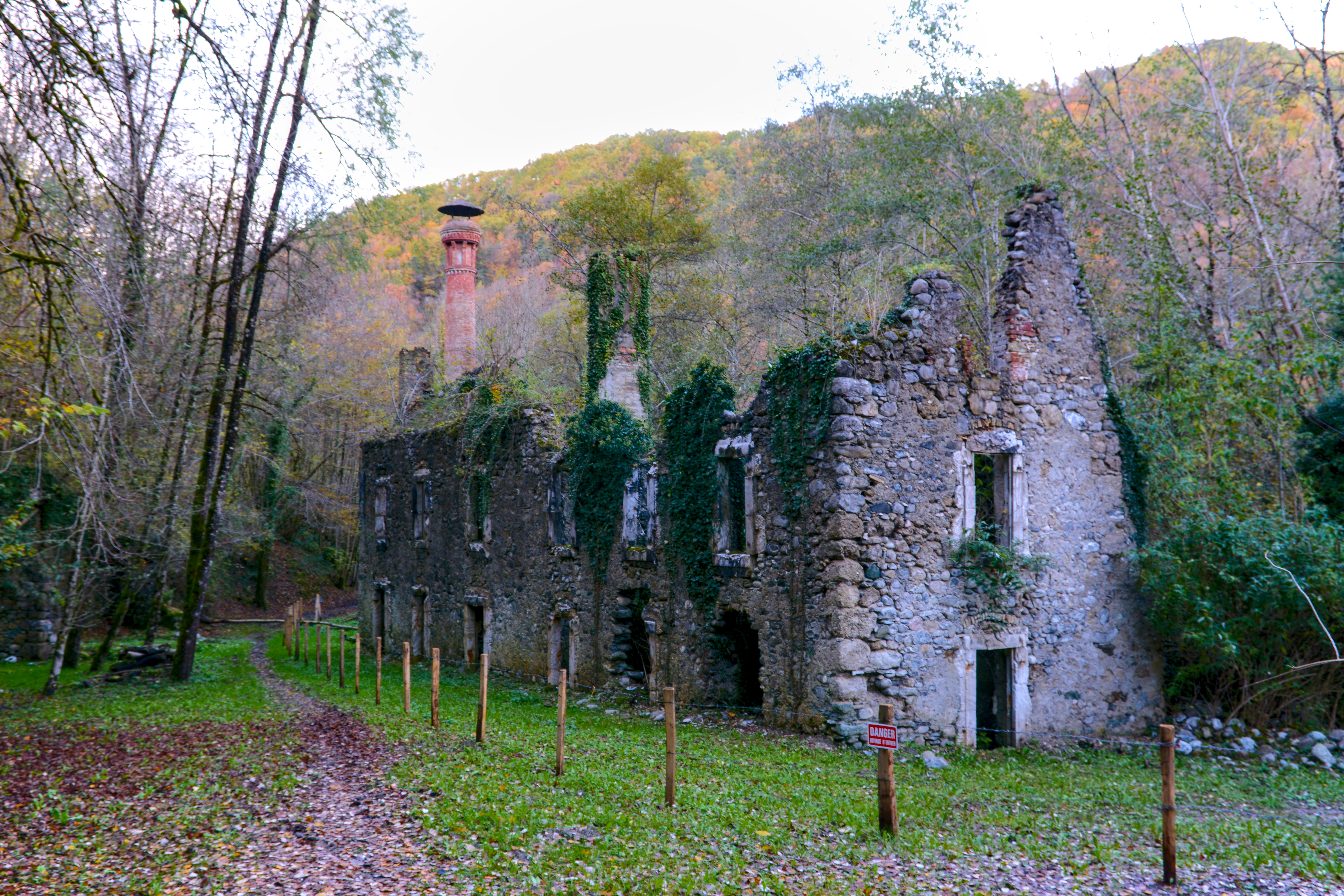
Ruines de la plâtrière d'Armoy

Le gypse exploité correspond à la semelle triassique de la nappe des Préalpes médianes plastiques. Généralement, ces séries affleurent très mal mais le creusement de la Dranse au sein du massif a permis d'exposer ces séries entre les communes d'Armoy, Féternes et de Reyvroz, et jusqu'à Bioge, à la convergence entre les Dranses d'Abondance et de Morzine. On trouvait ainsi de nombreuses carrières de gypse sur les communes de d'Armoy, Lyaud, Reyvroz, Féternes et La Vernaz. Ces gisements ont été exploités pour produire du plâtre à la plâtrière d'Armoy dès 1844, à l'initiative du baron Saladin de Lubière et avec l'aide de capitaux suisses. Le plâtre était ensuite transporté par une petite voie ferrée jusqu'à Vongy (Thonon-les-Bains), puis, à partir de 1854, par la route de Bioge (actuelle route départementale 902) jusqu'au château de Montjoux. Le plâtre était ensuite chargé sur les barques du Léman direction Genève. La plâtrière d'Armoy était l'une des plus importantes de France. Le site cesse d'être exploité en 1934 car son exploitation n'était pas rentable face à la concurrence des carrières de la Maurienne et du Dauphiné et subit de plus en plus la concurrence des productions suisses, notamment de Carouge.

### Ressources non confirmées ou fantaisistes

#### Étain
Plusieurs anciens morzinois font état de l'existence d'un gisement d'étain qui aurait été exploité vers 1750. Il serait confirmé par la présence d'ustensiles en étain détenus par ces mêmes habitants. Une mission de reconnaissance fut entrepris par le BRGM en 1956, sur la base de résultats de prospection en radiesthésie par l'abbé Bouly qui prétend avoir retrouvé le gisement vers 1940.
Le gisement se situerait sur le plateau de Belle-Mouille (46° 08′ 53″ N, 6° 41′ 55″ E) au sud-ouest du hameau Les Grands Prés, en descendant du col du Ranfolly. Il serait ainsi localisé dans la formation des Perrières (nappe des Gets) qui comporte des olistolites d'ophiolite et qui s'avèrent être des gîtes potentiels pour l'étain. Un sondage de 11 m de profondeur est entrepris vers 1943 à l'emplacement indiqué par l'abbé Bouly mais ne fournit aucun résultat probant. De même, l'analyse par le BRGM des sédiments issus des déblais de ce forage n'ont relevé aucune trace de cassitérite. L'absence de gisement d'étain est par ailleurs corroborée par l'absence de mention de ce gisement par les auteurs du XIXe siècle, ou lors de travaux plus récents sur la nappe des Gets,. Les auteurs concluent : « Qu'une fois de plus la crédulité dans la vertu divinatoire de la radiesthésie a conduit à des dépenses totalement injustifiées » (p.6).

#### Or
Une tentative d'extraction d'or fut entrepris au col de Cou au XIXe siècle sur la base d'une histoire où des moines s'occupant d'un hospice et d'une chapelle au col auraient découvert quelques pépites d'or sur le versant suisse. Des suisses sont les premiers à tenter d'extraire de l'or dans les années 1850. Ils sont suivis par quatre stéphanois vers 1890. L'exploitation cesse définitivement quelques années plus tard à la suite des difficultés d'exploitation et de la mort de l'un d'entre eux. La présence d'or dans cette zone est peu crédible en raison de la nature géologique du soubassement constitué d'un mélange helvétique et de flysch qui ne sont pas connus pour être des gîtes pour l'or.

### Cartes géologiques

Découpage des cartes géologiques françaises (noir) et suisses (brun) sur le massif du Chablais